# 지진

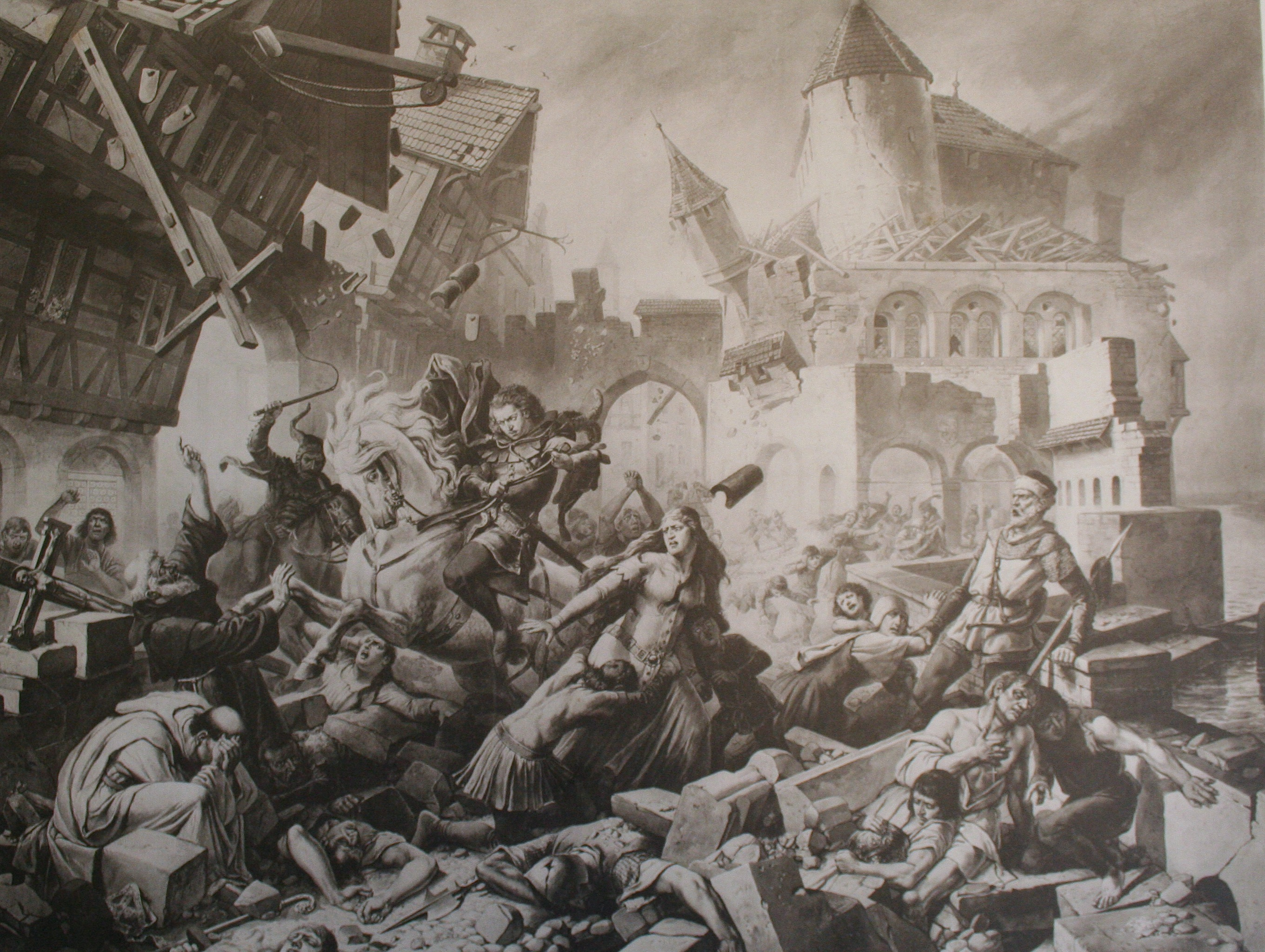
1356년 바젤 지진의 피해 모습

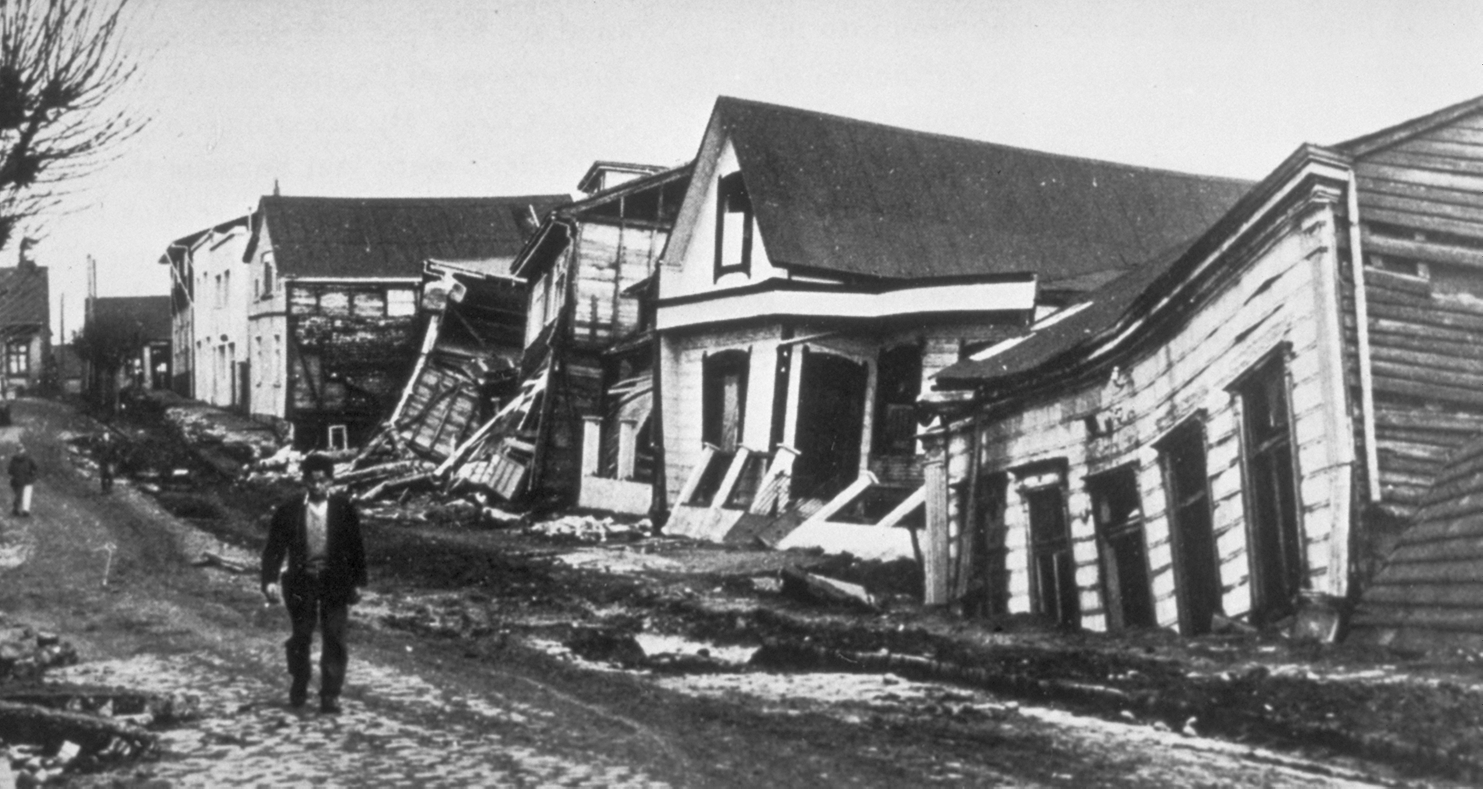
1960년 발디비아 지진의 피해 모습

지진(地震, 영어: earthquake, quake, tremor, temblor)은 지구 암석권 내부에서 갑작스럽게 에너지를 방출하면서 지진파를 만들어내며 지구 표면까지 흔들리는 현상이다. 지진은 느낄 수 없을 정도로 약한 크기서부터 사람과 여러 물건을 공중으로 들어올리고 도시 전체를 파괴할 수 있을 정도로 매우 격렬한 크기의 지진까지 다양한 강도로 일어난다. 특정 지역의 지진 활동(seismic activity)이란 특정 기간 그 지역에서 발생한 지진의 빈도, 유형, 크기를 말한다. 지진에는 지표면의 진동 외에도 정상 미끄러짐이나 슬로우 슬립 같은 비진동성 암반의 미끄러짐 현상도 포함된다.
지진은 지구 표면의 땅을 흔들고 암반의 위치를 옮기거나 변성시켜 휘어지게 만든다. 큰 지진의 진앙이 바다 해역 상에 있다면 해저 지형의 변화로 쓰나미가 일어날 수도 있다. 또한 지진으로 산사태나 액상화 현상 같은 2차 피해가 일어날 수 있으며, 일부 지진은 화산 활동을 일으킨다.
'지진'이라는 용어는 지진파를 일으키는 자연적, 인공적인 지진학적 현상을 통틀어 일컫는다. 대부분의 지진은 단층파열로 일어나며 그 외에도 화산 활동, 산사태, 지뢰 폭발, 핵실험 등 여러 자연적, 인공적 원인으로도 발생한다. 지진이 일어날 때 처음으로 단층이 파열되어 흔들림이 시작된 지점을 진원이라고 하고, 진원의 지표면상 지점을 진앙이라고 부른다.

## 어원
영어에서 'earthquake'는 13세기 'eorthequakynge'라는 중세 영어 단어에서 유래한 말로, "땅에서 일어난 흔들림"이라는 'quavinge of erþe'이 하나로 합쳐진 말이다. 14세기 초 중세 영어에서는 위의 Earthquake를 줄인 "quaken"(현대 영어의 quake) 또한 지진을 가리키는 명사로 쓰이기 시작했다. 한편 'tremor'는 큰 지진보다 먼저, 혹은 늦게 발생하는 작은 지진을 말하며 중세 영어의 'tremour', 앵글로노르만어의 'tremor', 라틴어의 'tremere'에서 유래하였다.
한국어의 "지진"이라는 단어는 고대 한문의 '地震'이라는 단어에서 유래되었는데, 《죽서기년》에서 기원전 1831년 혹은 기원전 1652년에 중국의 태산에서 땅이 뒤흔들린 일을 "태산진"(泰山震)이라고 처음 표현하였다. 태산에서 일어난 지진 기록은 인류 역사상 최초의 지진이 기록된 문헌 기록이다. '震'이라는 단어는 중국티베트조어의 "*dar ~ d(u/i)r "에서 유래되었으며 중세 중국어에서 '地震'으로 발전하였다.

## 특성
지질구조학적 지진은 단층면을 따라 파괴가 전파될 수 있을 정도로 충분한 탄성 변형 에너지가 축적된 지구 어디서나 발생할 수 있다. 단층면은 단층면 표면에 마찰 저항을 늘리는 불규칙한 표면 혹은 애스패리티(돌기) 구조가 없을 때만 부드럽고 지진 없이 움직인다. 대부분의 단층면은 울퉁불퉁하고 이 때문에 단층은 스틱 슬립 현상이 일어난다. 단층면이 정지 상태가 되면 판 사이 상대적인 움직임은 계속되어 단층 사이 응력이 증가하므로 두 단층이 고착된 표면 주변 영역에 응력이 쌓인다. 이는 응력이 거칠거칠한 돌기 구조를 파괴할 수 있을 때까지 계속 쌓이며 애스패리티가 끊어지면 갑자기 고정되었던 단층면 사이가 순간적으로 미끄러지면서 응력을 방출한다.
방출된 에너지는 탄성 변형을 가하는 지진파, 지표면 단층을 달구는 마찰열, 암반이 가라지는 운동에너지 등으로 방출되며 이들이 합쳐지며 지진이 발생한다. 이렇게 응력이 점진적으로 쌓이다 간헐적으로 순간적인 지진이 일어나 응력이 한꺼번에 발생한다는 이론을 탄성반발설이라고 부른다. 지진의 총 에너지 중 약 10%만이 지진파 형태의 흔들림으로 방출된다. 지진의 총 에너지 중 대부분은 단층 파열을 더 늘리거나 마찰 과정에서 발생하는 열에너지 형태로 방출된다. 따라서 지진은 지구상에 있는 가용한 탄성 퍼텐셜 에너지를 줄이고 온도를 높이지만 이 에너지 변화는 지구의 깊은 핵에서부터 방출되는 전도, 대류성 열에너지에 비하면 무시할 수 있는 수준으로 작다.

### 진원과 진앙
지진은 지구 내부의 에너지가 축적되어 암석의 파열이 일어나는 한계를 넘어설 때 일어나는데, 암반이 파열되는 전체 영역을 진원역이라 한다. 규모 M8을 넘는 거대지진의 경우 진원역의 길이가 수백 km가 넘는다. 예를 들어 규모 M9.1이었던 도호쿠 지방 태평양 해역 지진의 경우 진원역은 이와테현 해역에서 이바라키현 해역까지 동서 200 km, 남북 500 km 길이 영역으로 광범위하다. 암반이 파열된 전체 영역 중에서도 암반이 처음으로 파열을 시작하는 땅 속의 한 지점을 보고 진원이라고 부른다.
암반의 파열이 일어난 진원의 바로 수직 위 지표상의 한 지점을 진앙 혹은 진앙지라고 한다.

### 진원 깊이
지질학적으로 발생하는 자연지진의 대부분은 깊이 수십 km를 넘지 않는 불의 고리(환태평양 조산대) 지역에서 발생한다. 진원 깊이 70 km 미만의 지진은 천발지진이라고 부르며, 진원 깊이가 70 km에서 300 km 사이인 지진은 보통 중발지진이라고 부른다. 더 오래되고 차가운 해양판 지각이 다른 지각판 아래로 섭입해 내려가는 지역에서는 더 깊은 곳인 진원 깊이 300 km 에서 700 km 사이 지역에서도 지진이 일어날 수 있으며 이 지진을 심발지진이라 부른다. 이렇게 지진 활동이 강한 섭입대 지역을 와다치-베니오프대라고 부른다. 심발지진은 높은 온도와 압력으로 섭입한 암석권이 더 이상 파열되지 않는 곳에서 일어난다. 심발지진의 발생 원리 가설 중 하나로는 감람석이 첨정석 구조로 상전이하는 과정에서 단층 파열이 일어난다고 추정하고 있다.
이렇게 진원 깊이에 따라 지진을 세 가지로 분류하는 것은 베노 구텐베르크와 찰스 릭터가 70 km 이하를 "Shallow earthquake"(천발지진), 깊이 70-300 km 사이 지진을 "Intermediate earthquake"(중발지진)으로, 깊이 300 km 이상 지진을 "Deep earthqauke"(심발지진)으로 구분하면서 시작된 용어이다.
절대다수의 지진은 천발지진인데, 실제로 중발지진은 전 세계에서 발생한 지진 에너지의 12%를, 심발지진은 3%를 차지하고 나머지 85%는 천발지진이다.

### 지진 발생 빈도

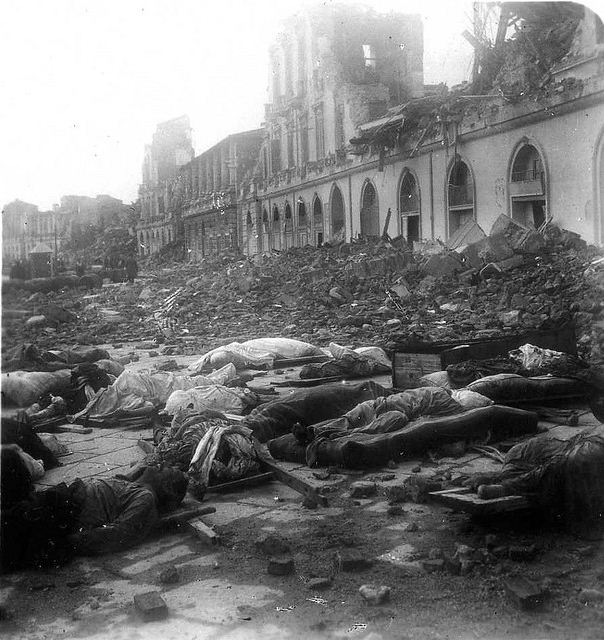
1908년 12월 28일 일어난 메시나 지진과 쓰나미로 시칠리아와 칼라브리아주에서 10만 명 가까이 사상자가 발생하였다.

전 세계에 한해 약 50만 건의 지진이 지진계에 관측된다. 이 중 인간이 흔들림을 느낄 수 있는 지진은 약 10만 건이다. 소규모 지진이 주로 발생하는 지역은 엘살바도르, 멕시코, 과테말라, 칠레, 페루, 인도네시아, 필리핀, 이란, 파키스탄, 포르투갈의 아소르스 제도, 터키, 뉴질랜드, 그리스, 이탈리아, 인도, 네팔, 일본과 같은 판의 경계 지역이다. 규모가 커질수록 발생하는 빈도도 지수함수적으로 작아지는데, 예를 들어 같은 기간 규모 M4의 지진은 규모 M5의 지진보다 10배 더 많이 발생한다. 이는 지진 활동이 낮은 곳에서도 비슷한데 영국의 경우 M3.7 규모의 지진은 1년에 한번 꼴로, M4.7 규모의 지진은 10년에 1번 꼴로, M5.7 규모 지진은 100년에 1번 꼴로 지진이 발생한다. 이런 지진 발생 빈도를 체계화한 것을 구텐베르크-릭터 법칙이라고 부른다.
이와 같이 시간이 지나면서 점점 더 많은 지진이 관측되고 있지만 이 현상은 실제 지진의 발생 횟수가 늘어났기보다는 지진 관측소가 늘어나고 지진계의 성능도 증가하여 관측 가능한 지진의 개수가 증가했기 때문이다. 실제로 전 세계의 지진 관측소 개수는 1931년 약 350개에서 오늘날 수만 개로 증가하였다. 미국 지질조사국(USGS)의 발표에 따르면 1900년 이후 연평균 규모 M7.0-7.9의 대지진이 18차례 발생했고, M8.0 이상의 거대지진은 1회 정도 발생했으며 이 평균치는 큰 오차 없이 매우 안정되었다고 밝혔다. 2000년대 초반에는 연간 발생한 대지진의 수가 점점 감소하는 모습도 보였는데, 이는 체계적인 추세라기보다는 통계적인 일시적 변동일 가능성이 높다. 지진의 규모와 그 발생 빈도에 대한 자세한 통계는 미국 지질조사국에서 확인할 수 있다. 대지진의 수가 해마다 올라갔다거나 내려갔다는 변동에 대한 지적도 있는데, 이는 격렬한 지각 활동의 주기성으로도 볼 수 있다. 하지만 지진에 대해 정확하게 기록을 남기기 시작한 때가 1900년이 넘어서였기 때문에 통계를 통해 단정적인 결론을 내리는 것이 부적합하다는 의견이 다수이다.
전 세계에서 발생하는 지진의 90%, 큰 규모의 대지진의 81%는 태평양판의 경계를 따라가는 길이 약 40,000 km의 말굽 모양 영역인 환태평양 조산대에서 발생한다. 그 외에도 히말라야산맥과 같은 주요 판 경계 지역에 거대지진이 자주 발생한다.
멕시코시티, 도쿄, 테헤란과 같은 지진위험도가 높은 도시가 메가시티로 빠르게 성장함에 따라 일부 지진학자들은 단 한 번의 지진으로 최대 300만 명 이상의 사상자가 발생할 수도 있다고 보고 있다.

### 지진군
대부분의 지진은 시간적, 공간적으로 서로 연관되어 발생하며 이를 한데 묶어 지진군(earthquake cluster)을 형성한다. 대부분의 지진군은 피해를 거의, 혹은 전혀 일으키지 않는 작은 지진으로 이루어져 있지만 지진이 일정한 패턴을 이루며 다시 일어날 수 있다는 이론도 존재한다.

#### 여진

2016년 경주 지진 당시 여진의 시간별 분포와 그 규모를 그린 그래프.

여진이란 큰 지진, 즉 본진 이후에 발생하는 하나 혹은 여러 지진을 의미한다. 여진이 일어나는 주요 원인은 암반 사이 급격한 응력 변화와 본진의 응력이 파열된 단층면 주변의 지각에 영향을 주어 이동하거나 변형하기 때문에 발생한다. 여진은 본진과 동일하거나 거의 비슷한 곳에서 일어나지만 그 규모는 본진보다 더 작다. 그럼에도 본진으로 이미 피해를 입은 건물에 더 큰 피해를 줄 수 있으므로 위험도가 높다. 보통 뒤에 일어난 여진이 본진보다 더 크면 여진이 본진으로 바뀌고 원래 본진은 전진이라고 부르게 된다. 여진은 본진으로 이동한 단층면 주위 지각이 본진의 충격에 다시 변형되거나 재이동하면서 발생하므로 주로 진원역에서 여진이 일어난다.

#### 군발지진
군발지진이란 짧은 기간 사이에 특정 지역에서 일련의 여러 차례 일어나는 지진을 의미한다. 군발지진은 일련의 여진과는 다른데 발생한 지진들 중 어느 지진도 다른 지진보다 유달리 강하거나 크게 다른 점이 없어 어떤 지진도 본진이라고 집어서 말할 수 없다. 군발지진의 예시로는 2004년 미국 옐로스톤 국립공원의 지진이나 1965-1970년간 일어났던 일본의 마쓰시로 군발지진이 있다. 한국에서는 2013년 보령 앞바다에서 그리고 2020년 해남군 지역에서 군발지진이 발생한 적이 있다.
그 외에도 때때로 이전 지진의 흔들림이나 응력 재분배로 지진이 군집을 이루어 촉발해 발생하는 일련의 '지진폭풍'이라는 현상이 일어난다. 여진과 비슷하긴 하지만 본진이 일어났던 지진이 아닌 인접한 지진에서 일어나는 지진폭풍은 수년에 걸쳐 발생하며 초기에 발생한 지진만큼 큰 피해를 주는 지진이 발생한다. 이런 지진폭풍의 예시로는 20세기 터키의 북아나톨리아 단층을 강타한 12차례의 지진, 중동에서 오랫동안 발생하는 변칙적인 군발지진군 등이 있다.

## 지진의 원인과 발생 구조

### 원인 연구의 역사

#### 신화 시대

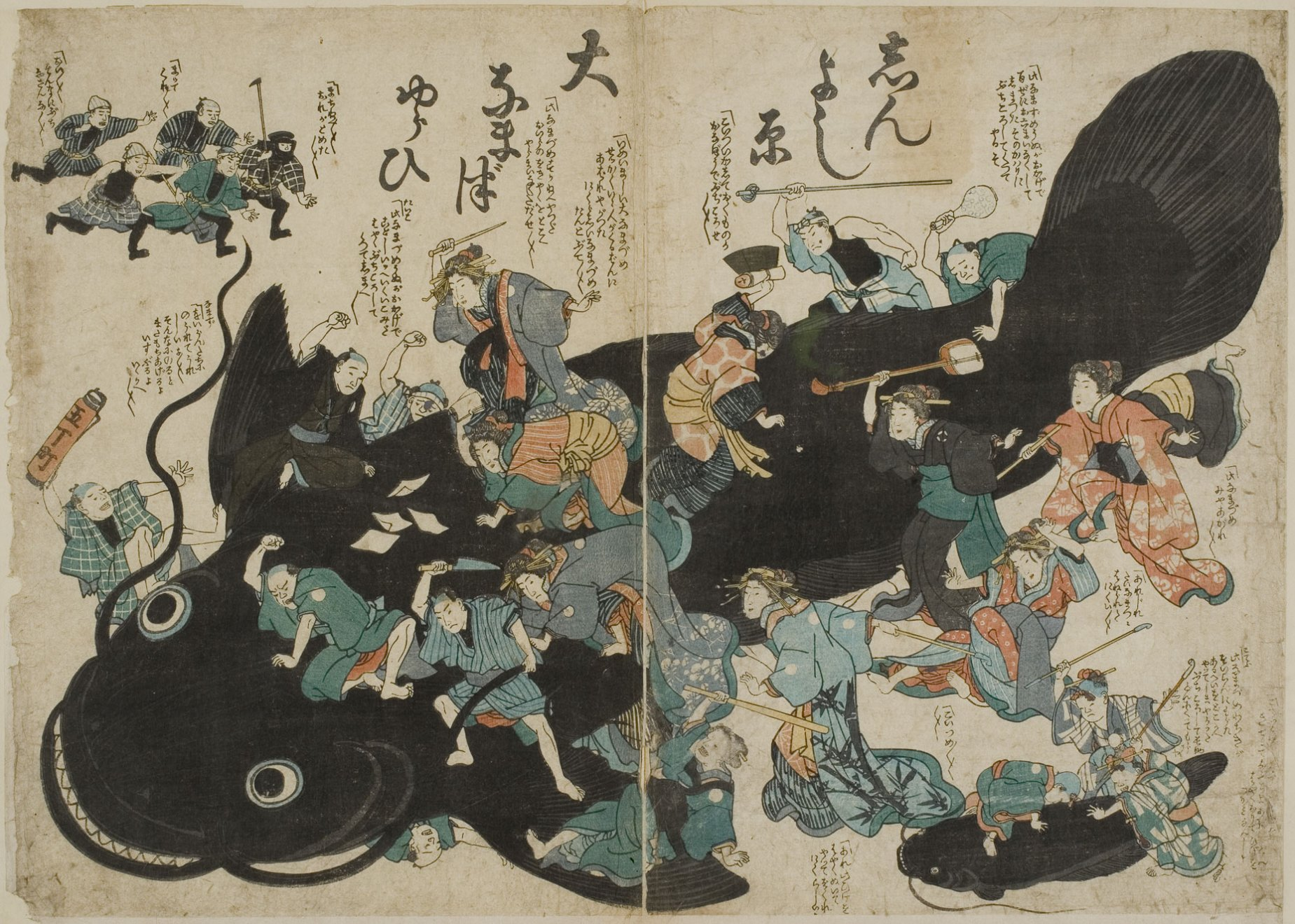
일본의 큰메기(오오나마즈)를 묘사한 나마즈에.

지진이 자주 발생하는 일본에서는 고대에서부터 "땅 속 깊은 곳에 큰메기가 살고 있고, 이 큰메기가 날뛰어서 대지진이 일어난다"라는 야마토 민족의 설화가 있었다. 에도 시대에는 안세이 대지진 이후 '나마즈에'라고 부르는 니시키에가 유행하는 등 일본인은 지진과 메기를 하나로 엮었다. 또한 이바라키현 가시마시에 있는 가시마 신궁에서는 큰메기를 요석으로 꽉 움켜쥐어 지진을 막아주는 수호신을 섬기고 있다.
홋카이도의 아이누에게는 "땅 속 지하에 거대한 아메마스(홍송어)가 살고 있으며 아메마스가 날뛰면 지진이 일어난다"라는 야마토 민족과 비슷한 설화가 있다. 아이누는 지진이 일어나면 지진을 진정시키기 위한 저주로 이로리의 재에 작은 칼이나 꼬챙이 등을 찔러 아메마스를 짓누르는 시늉을 하였다. 무카와정에서 비라토리정에 이르는 지방에서는 지진이 발생했을 때 "잇케아토에, 에이타카슈, 아에오마"(얌전히 있지 않으면 허리를 찔러버린다) 등의 주문을 외우며 춤을 춘다는 의식을 치렀다는 기록이 남아 있다.
한반도 내에서는 지진 관련 설화가 거의 발견되지 않으나, 일부 지방에서는 땅 속에서 대지를 어깨에 매고 있는 지하대장군이 힘들어서 어깨를 갈아 맬 때 지진이 일어난다는 설화가 있다.
노르드 신화에서는 로키 신이 격렬하게 움직여서 지진이 발생한다고 설명했다. 장난과 전투의 신인 로키가 아름다움과 빛의 신 발드르를 살해했을 때 로키는 독사를 머리 위에 올려놓고 독을 흘린 채 동굴에 묶여 갇히는 형벌을 받았다. 로키의 아내인 시귄이 독을 받아내기 위해 쟁반을 들고 로키의 곁을 지켰지만 그릇을 비워야 할 때 마다 독이 로키의 얼굴 위로 뚝뚝 흘렀고 로키는 머리를 홱 잡아댕겨 결박한 곳에 부딪힐 때마다 대지 전체가 흔들렸다는 설화가 있다.
그리스 신화에서는 바다와 지진의 신인 포세이돈이 지진을 일으켰다. 기분이 나쁠 때마다 포세이돈이 삼지창으로 땅을 치면 지진과 다른 자연재해가 발생했다고 전해진다. 또한 포세이돈은 보복으로 인간들에게 벌을 주고 두려움을 주기 위해 지진을 이용했다는 설화가 전해진다.

#### 지진학적 연구
고대 그리스에서는 자연철학자인 아낙시메네스가 지진은 흙의 부재로, 즉 대지의 구덩이 안으로 흙이 함몰되어 지진이 일어난다고 생각했다. 아낙사고라스는 지진이 지하에 물이 심하게 흘러내려서 발생하는 것이라고 생각했다. 이후 아리스토텔레스는 4원소설을 주창하면서 지진은 땅에서 증기와 같은 프네우마가 밖으로 분출하면서 발생한다고 주장했다. 이를 종합해 소 세네카는 땅 속에서 공기가 분출하여 공동이 생기고 이 공동이 무너지면서 지진이 일어난다는 가설을 세웠다. 또한 이런 일이 발생하기 전에는 먼저 땅 밑 공동에서 바람이 불어들어가야 하기 때문에 지진이 발생하기 전에는 날씨가 숨이 막힐듯이 답답해진다는 이른바 지진 날씨를 통해 지진을 예지할 수 있다고 생각했다. 한편 아라비아반도에서는 이븐 시나가 지진은 땅의 융기로 발생하는 것이라고 추정했다.
1755년 리스본 지진 이후 18세기부터는 존 미첼이 지진 연구를 수행하면서 화산의 영향으로 땅 속의 수증기가 이동해 지진이 발생하고, 이 때 땅이 이동하여 지진파가 발생한다고 주장했다. 19세기 말에는 일본의 고용 외국인이었던 존 밀린이나 제임스 알프레드 유잉이 지진을 직접 겪으면서 1880년 최초의 지진학회인 일본지진학회가 세워지고 지진계 및 지진학 연구가 진행되기 시작하였다.
미국의 지진학자 해리 필딩 라이드는 1906년 미국 샌프란시스코에서 발생한 지진과 눈에 띄게 나타난 단층과의 관계를 연구하여 암석이 응력을 받다가 그 한계점을 초과할 경우 암반이 파열되어 지진이 발생한다는 탄성반발설을 주장했다.
20세기 들어 1917∼1918년경 일본의 시다 도시(志田順, 1876∼1936년)는 지진이 일어났을 때에 지면이 최초 진원에 대해 끌리는 식으로 움직였는지 밀리는 식으로 움직였는지를 지진계 기상(記象)에서 판독하여, 이를 관측점마다 지도상에 기입해 보고 규칙적인 분포를 이룬다는 것을 발견하였다. 이러한 P파 초동(初動)의 분포에는 두 가지 형이 있는데, 하나는 사상한형(四象限型), 또 하나는 진앙 부근의 원내에 한정된 형(밀린 원추형)으로, 사상한형은 단층의 생성에 의해 설명되고 후자는 진앙 부근의 지각의 침강으로 설명된다. 이와 같은 얼개를 발진기구라 한다. 그 후, 사상한형으로 초동이 분포하는 지진은 수없이 발견되어, 한때는 단층지진설(單層地震說)이 유행하였다. 이에 대하여 1934년 이시모토 미시오(石本已四雄)는 마그마 관입설(magma 貫入說)을 주창하였다. 1929년 와다치 기요(和達淸夫)는 맨틀 내에 일어나는 심발지진을 발견하였는데, 심발지진의 P파 초동분포가 있는 것은 진앙 근처가 밀리고 있다. 이시모토는 이것은 원추 내에서 미는 힘이 작용하고 있어서 그 원추가 비스듬히 지표와 교차되므로 쌍곡선이나 타원형의 초동분포의 경계가 생긴다고 생각했다. 이 메커니즘은 마그마의 관입을 연상시킨다. 위와 같이 지진의 원인으로서는 단층지진설과 마그마 관입설이 있으나, 양쪽 다 하나의 가설만으로는 완전히 설명할 수 없다.

### 단층

단층의 세 종류. A는 역단층, B는 정단층, C는 주향이동단층이다.

판 경계간 지진을 일으키는 단층은 크게 3가지 종류, 정단층(normal fault), 역단층(reverse fault), 주향이동단층(strike-slip fault)로 나눌 수 있다. 정단층과 역단층은 경사이동단층(dip-slip fault)의 한 종류로 단층이 경사지게 갈라져 형성되어 있으며 따라 암반이 움직이는 범위벡터에 수직 방향이 존재한다. 정단층은 주로 발산 경계와 같이 지각이 확장되는 지역에서 볼 수 있다. 역단층은 주로 수렴 경계와 같이 지각이 축소되는 지역에서 볼 수 있다. 주향이동단층은 단층의 양 암반이 수평선상으로 미끄러지는 비탈 구조이다. 대표적인 주향이동단층으로 변환 경계가 있다. 많은 지진은 경사이동과 주향이동 두 요소를 모두 가지고 있는 단층의 움직임으로 발생하며, 이 단층 이동을 사교단층(oblique slip)이라고 부른다.
역단층, 그중에서도 수렴하는 판 경계에 있는 단층은 규모 8 이상의 매우 강력한 지진인 메가스러스트 지진(해구형지진)과 관련이 있다. 해구형지진은 전 세계에서 발생하는 총 지진 모멘트의 약 90%를 차지한다. 대륙변환단층과 같은 주향이동단층도 규모 8 정도의 거대한 지진을 일으킬 수 있다. 정단층에서 일어나는 지진은 대부분 규모 7 이하이다. 지진의 규모는 1이 늘어날 때 마다 방출하는 에너지가 약 32배 늘어난다. 예를 들어 규모 6.0의 지진은 규모 5.0의 지진보다 약 32배 더 많은 에너지를 방출하며, 규모 7.0의 지진은 규모 5.0의 지진보다 약 1,000배 더 많은 에너지를 방출한다. 규모 8.6의 지진이 발생할 경우 제2차 세계 대전에서 히로시마에서 투하된 원자폭탄 약 10,000개 분량의 에너지가 방출된다.
위와 같이 단층의 종류별로 일어날 수 있는 지진의 규모가 달라지는 이유는 지진으로 방출되는 에너지와 그 규모가 단층이 파열되고 그 응력이 방출되는 면적에 비례하기 때문이다. 따라서 단층의 길이가 길고 단층이 이동하는 그 폭이 넓을수록 지진의 규모도 더 커진다. 지구 지각의 가장 윗부분인 부서지기 쉬운 부분과, 뜨거운 멘틀을 향해 섭입하는 차가운 슬래브만이 지구상에서 탄성 에너지가 저장되고 방출될 수 있는 지역이다. 약 300 °C가 넘는 뜨거운 암석은 압력을 받으면 액체처럼 압축되는 반응을 보이므로 암반이 파열되어 지진이 일어날 수 없다. 단층이 파열될 수 있는 현재 발견된 최대 길이는 (단일한 단층 파열의 경우) 약 1,000 km에 달한다. 이런 경우의 예로 1957년 알래스카 지진, 1960년 칠레 지진, 2004년 수마트라 지진이 있으며 이들 모두 섭입대에서 일어난 지진이다. 주향이동단층에서 일어난 가장 큰 지진으로는 샌앤드레이어스 단층(1857년, 1906년), 북아나톨리아 단층(1939년), 데날리 단층(2002년) 등으로 섭입한 판들에 비교하여 약 절반에서 1/3 정도의 길이이며 정단층의 경우 이보다도 훨씬 더 짧다.
하지만 최대 지진 규모를 결정하는 가장 중요한 단층 매개변수는 최대 단층 이동 가능 길이가 아니라 단층의 폭(넓이)이다. 폭의 경우 최대 20배 넘게 변할 수 있다. 수렴 경계를 따라 섭입하는 단층면의 경사각은 매우 작으며 일반적으로 약 10도이다. 따라서 지구의 가장 부서지기 쉬운 지각면의 폭은 최대 약 50-100 km로 1964년 알래스카 지진이나 2011년 도호쿠 지진과 같이 매우 강력한 지진이 발생할 수 있다.
주향이동단층의 경우 주향면이 수직인 경우가 많으며 이 때문에 대부분의 단층 폭이 약 10 km 내외로 작다. 따라서 주향이동단층에서 규모 8 이상의 지진이 일어나는 것은 불가능하다. 많은 정단층에서 일어나는 최대 지진 규모는 이보다도 훨씬 작은데 정단층 중 대다수가 아이슬란드에서와 같이 중심지를 따라 넓게 퍼져 있으며 부서지기 쉬운 단층의 폭이 최대 약 6 km로 더 짧기 때문이다.
세 가지 단층 유형은 서로 다른 응력 수준을 가지고 있다. 스러스트 단층은 최고 수준의 응력 축적을, 주향이동단층은 중간 수준의 응력 축적을, 정단층의 경우 가장 작은 수준의 응력 축적에서 생겨난다. 이는 단층 현상이 일어날 때 암반을 "밀어내는" 힘의 방향인 가장 큰 주응력의 방향을 고려하면 쉽게 이해할 수 있다. 정단층의 경우 암반이 수직 방향으로 밀려나가기 때문에 밀리는 힘(가장 큰 주응력)은 암반 질량 그 자체와 같다. 스러스트 단층의 경우 암반의 질량이 최소가 되는 주응력 방향, 즉 암반을 위로 "들어올리는" 방향으로 밀려나므로 위로 암반을 들어올리는 힘이 주응력과 같다. 주향이동단층의 경우 위에서 설명한 두 단층 유형의 중간에 해당된다. 세 단층 환경에서 이러한 응력의 차이는 단층 현상이 일어날 때 단층의 차원에 상관없이 방출하는 에너지의 차이인 응력 방출량의 차이에 영향을 준다.

### 단층 파열
지질학적으로 발생하는 지진은 단층 표면의 한 지점에서 처음으로 단층 파열이 일어나며 시작되는데 이를 핵형성(nucleation)이라고 부른다. 핵형성 지대의 크기는 불확실하며 가장 작은 지진의 파열 면적의 경우 약 100 m 보다도 작다는 증거도 있는 반면 지진의 저주파 스펙트럼에 따른 느린 성분 분석에 따르면 이보다도 더 크다는 연구도 있다. 핵형성에 일종의 준비 과정을 가질 가능성은 지진의 약 40%가 전진이라는 현상을 가진다는 것으로 뒷받침된다. 단층 파열이 시작되면 단층 표면을 따라 파열이 전파되기 시작한다. 이 과정에서 일어나는 물리역학은 제대로 이해되어 있지 않은데, 부분적으로는 실험실에서 높은 파열 속도를 재연하는 것이 어렵기 때문이다. 또한 강한 지면 흔들림의 영향으로 핵형성 인근에서 정보를 확인하는 것이 매우 어렵다.
단층 파열의 전파는 일반적으로 파괴역학적 접근법을 사용해 모델링하며, 이 때 파열은 혼합 상태의 전단파괴와 유사하다. 파열 속도는 균열 끄트머리 주위 부피에 있는 파괴 에너지의 함수로 나타내며, 파괴 에너지가 감소하면서 속도가 증가한다. 파열 전파 속도는 단층이 움직이는 변위 속도보다 훨씬 빠르다. 지진의 파열은 보통 S파의 70-90%의 속도로 전파되며 이 속도는 지진의 규모와는 무관하다. 다만 단층 파열 현상이 일부 경우에는 S파보다도 더 빠른 속도로 전파된다. 이러한 초전단 지진(슈퍼시어 지진)은 대규모 주향이동단층이 일어날 때 관측되었다. 2001년 쿤룬 지진으로 일어난 지진 피해 범위가 비정상적으로 넓었던 것도 지진이 일어나면서 발생한 일종의 지질학적 소닉붐 현상 때문이다. 특정 지진의 경우에는 지진 파열 속도가 비정상적으로 느린 경우도 있는데 이를 슬로우 슬립(느린 지진)이라고 부른다. 느린 지진의 특히 위험한 형태는 해일지진인데, 지진의 단층 파열 속도가 매우 느려 상대적으로 매우 작은 지진 흔들림으로 큰 쓰나미를 만들어 내 해안 주민들이 경각심을 가지지 못하고 큰 쓰나미 피해를 입는 경우가 많다. 해일지진의 대표적인 예시가 1896년 일본에서 일어났던 메이지 산리쿠 해역 지진이다.

### 지진파

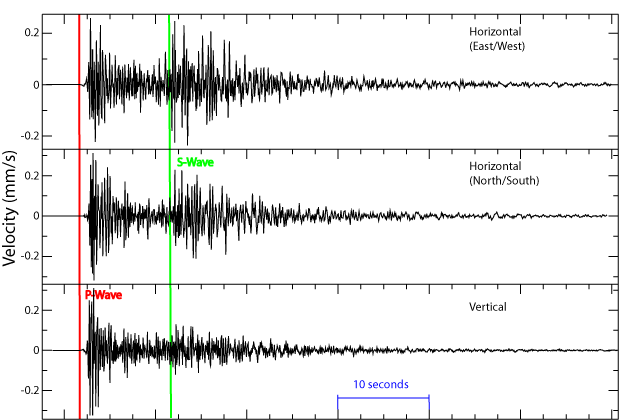
지진계에 기록되는 지진파의 모습. 빨간 선이 P파가 도착한 시점이고 녹색 선이 S파가 도착한 시점이다. P파만 있을 때는 약한 진동(초기 미동)만 있는 반면 S파가 도착하자 매우 강한 진동(주요동)이 기록되었다.

모든 지진은 여러 가지 종류의 지진파를 방출하며, 각 지진파는 서로 다른 속도로 암반을 통과한다. 대표적인 지진파의 종류는 다음과 같다.
- 종방향으로 이동하는 P파 혹은 종파 (충격파 혹은 압축파[87])
- 횡방향으로 이동하는 S파 혹은 횡파 (전단파)
- 표면파 (레일리파 및 러브파)

고체 암석에서 운동하는 지진파의 위상 속도(전달 속도)는 매질의 특성과 탄성 등에 따라 약 3 km/s에서 최대 13 km/s까지 이른다. 지구 내부에서는 충격파 또는 P파가 S파보다 더 빠르게 이동한다. 진앙에서 관측소까지 각 지진파의 전달 시간 차이를 가지고 지진의 진원과 지구 내부 구조를 알아낼 수 있다. 이를 통해 진원의 깊이도 알 수 있다.
지각 상부에서 P파는 토양과 비결정질 퇴적물에서 초당 약 2-3 km의 속도를 보이며, 단단한 암석에서는 초당 약 3-6 km의 속도로 증가한다. 하부 지각에서는 그 속도가 6-7 km/s로 증가하며 맨틀 깊숙히에는 최대 초속 13 km로 증가한다. S파의 속도는 가벼운 퇴적 지반에서 초당 2-3 km로, 지각에서는 초당 4-5 km이며 맨틀 깊숙한 지역에서는 초당 7 km의 속도를 보인다. 이 때문에 지진이 일어난 지점에서 먼 곳에서는 최초의 파동이 맨틀을 통해 지진 관측소에 도착한다. 하지만 진앙과 매우 가까운 곳에서는 P파가 도달한 직후 혹은 바로 직전에 레일리파가 닥치는 경우도 있다.
P파로 첫 흔들림이 시작되고 나서 S파가 도달하기 전까지를 초기 미동이라고 하는 작은 흔들림이 발생한다. 이후 S파가 도달한 후에는 주요동이라고 하는 비교적 큰 지진파가 닥친다. S파와 그 이후에 도달하는 표면파는 P파와 달리 대부분의 지진 피해를 준다. P파는 이동한 방향과 같은 방향으로 물질을 압축시켰다가 다시 신장시키는 반면 S파는 이동하면서 땅을 위아래로 흔들기 때문이다.

#### 지진파/지진동의 주기

지진동의 주기별로 영향을 받는 구조물의 차이점. 왼쪽의 '단주기 지진동'의 경우 저층 건물이 큰 피해를 입지만, 오른쪽의 '장주기 지진동'의 경우 고층 건물이 큰 피해를 입는다.

지진으로 지진파가 발생하고, 이 지진파로 땅이 흔들리는 지진동이 감지된다. 이 지진파의 주기는 피해를 입는 구조물과 일정한 관계가 있다. 구조물에는 각기 가지고 있는 고유진동에 공진하기 쉬우며, 주파수가 달라도 구부림, 비틀림, 신축/이완 등 여러 가지 변형 현상으로 구조가 변형되는 여러 변형에 대한 지진동의 특성이 존재하고 지진공학이나 건축공학에서는 이 특성 진동을 중요시한다. 내진설계를 할 때 다양한 고유 진동 주기와 감쇠 정수를 가지는 구조물의 응답 스펙트럼을 해석하여 지진동에 대한 구조물의 특성을 분석한다.
예를 들어, 목조 주택같은 경우에는 주기 1초 정도의 짧은 단주기 지진동이 구조물의 고유진동이므로 주기 1초의 지진동이 강하면 목조 주택이 지동에 공진하여 강하게 흔들리고 건물이 붕괴되거나 큰 피해를 입어 피해가 더 커지기 쉬워진다. 이런 1초 주기 단주기 지진동을 일본에서는 '킬러 펄스'라고 부르며 효고현 남부 지진에서는 '킬러 펄스'의 진동이 강해 대부분의 사망자가 붕괴된 주택에서 압사한 경우가 많았다. 반면 고층 건축물은 주기 5초 이상의 장주기 지진동이 고유진동으로 지진파가 퇴적분지를 지나는 과정에서 증폭되기 쉬운 장주기 지진동으로 평야에 지어진 마천루의 고층에서 큰 피해가 발생하기 쉽다. 일반적으로 규모가 큰 지진일수록 주기가 진 지진동의 세기(진폭)도 더 커지며, 주기가 큰 진동은 덜 감쇠되기 때문에 먼 지역까지 장주기 지진동이 도달해 피해를 입히기 쉽다. 그 외에도 규모 M9를 넘는 초거대지진에서는 초장주기 지진동이나 지구자유진동이라고 부르는 주기 수백초 혹은 그 이상의 지진동으로 지구 전체가 흔들리는 현상을 관측할 수 있다. 초장주기 지진동 중에서는 지구 전체의 고유진동과 맞는 주기의 지진동도 있어 지구 전체가 매우 긴 주기로 흔들린다.
지진파와 지진동의 주기는 지진의 규모나 진원 깊이와 연관성이 깊다. 대지진이라고 부르는 규모 M7 정도까지는 단주기 지진동이 더 크지만, 그 이상의 규모가 커질수록 장주기 지진파의 진폭은 커지지만 5초 이내의 단주기 지진파의 진폭이 더 이상 커지지 않는 현상이 발생하며 해구형지진의 경우에는 장주기 지진동이 월등히 더 강해진다. 또한 주기가 길어질수록 감쇠 비율이 점점 작아지기 때문에 진앙에서 멀어질수록 단주기 지진동보다는 장주기 지진동을 느끼기가 훨씬 쉽다. 규모가 큰 지진에서는 단주기 지진동의 진폭이 규모와 비례하지 않으므로 장주기 지진동의 파형에서 모멘트 규모를 계산한다.

## 규모와 진도
지구가 흔들리거나 땅이 흔들리는 일은 고대서부터 인간에게 알려진 흔한 현상이었다. 최대 지반 속도와 가속도를 직접 측정할 수 있는 강운동 강진계(가속도계)가 발명되기 전까지 지진의 크기는 피해 지역에서 관측된 여러 현상을 기초하여 추측한 후 다양한 종류의 진도로 분류하였다. 20세기 들어서 이러한 땅의 흔들림의 원인이 지각의 파열로 밝혀졌고 어느 지역에서든 지진 흔들림의 세기는 그 지역의 지반 조건 외에도 단층 파열의 강도나 그 크기, 단층 파열 지점과의 거리에 따라 달라진다는 점이 밝혀졌다.
지진의 규모를 처음으로 정의한 것은 1935년 찰스 릭터가 개발한 릭터 규모이다. 릭터 규모 이후 발명된 여러 지진 규모도 각 단위가 1이 올라갈 때마다 지반 흔들림의 진폭이 10배, 방출한 에너지는 32배 늘어나는 릭터 규모의 특징을 그대로 가지고 있다. 또한 기타 규모들도 척도 한계 내에서는 릭터 규모와 거의 같은 값을 가지도록 보정된다.
주요 언론사들은 일반적으로 지진의 규모를 "리히터 규모" 또는 "릭터 규모"라고 말하지만 실제 대부분 국가의 기상청이나 지진학 관련 정부부처는 지진의 규모를 지진으로 방출한 실제 에너지를 기반으로 측정한 모멘트 규모를 사용한다.

### 지진의 규모 (매그니튜드)
일반적으로 지진의 규모를 나타내는 지표로 "지진이 방출한 에너지량"을 나타내는 규모를 사용해 'M'으로 표기한다. 지진 규모는 계산 방법에 따라 여러 종류가 있으며 각종 규모를 구별하기 위해 M 뒤에 아래첨자로 구별 기호를 다는 식으로 구별한다. 지진학에서는 주로 지진이 한 암반이 다른 암반 위에서 미끄러지는 데 얼마나 많은 일을 했는지 측정하는 척도인 지진 모멘트 M0을 기반으로 계산한 모멘트 규모(Mw)를 사용한다.
이 외에도 지진의 관측 기관에 따라 서로 다른 종류의 규모 단위를 사용하는 경우도 있지만 모든 규모 척도는 기본적으로 찰스 릭터가 개발한 릭터 규모의 로그 척도를 기반으로 중간 범위의 규모의 경우 원래의 릭터 규모와 거의 비슷하도록 계산된다. 기타 규모 척도는 기본적으로 지진동의 최대 진폭에 상용로그를 씌운 값을 기초로 하는데 이 때문에 모멘트 규모를 제외하고 어떠한 지진 규모를 사용하더라도 규모 M8.5정도나 그를 넘는 거대지진이나 초거대지진은 규모 값이 실제 방출 규모보다 더 올라가지 않는 '포화' 현상이 발생한다. 이런 문제점을 개선하기 위해 지진 모멘트를 통해 계산한 모멘트 규모를 지진의 규모 단위로 가장 많이 사용하며, 미국 지질조사국(USGS)과 같은 기관에서는 모멘트 규모를 단순하게 'M'이라고 표기하고 있다.
일본에서는 일본 기상청이 자체적으로 정의한 일본 기상청 규모(Mj)를 사용하고 있으며 일본에서는 자체 규모를 줄여서 단순하게 'M'이라고 표기하는 경우가 많다. 이와 달리 대부분의 국가에서는 표면파 규모(Ms)나 실체파 규모(Mb)를 단순 규모로 사용하는 경우가 많다. 규모가 1이 커질 때마다 에너지는 약 31.6배, 2배 커지면 정확하게 1,000배 늘어난다.
인류 관측 사상 모멘트 규모가 가장 큰 지진은 1960년 칠레 발디비아 지진의 Mw9.5이다.
특정 지진의 규모가 발표한 기상기관마다 서로 다르거나 같은 기관이더라도 여러 값을 발표하는 경우가 있다. 예를 들어 2011년 일본에서 일어난 도호쿠 지방 태평양 해역 지진의 경우 일본 기상청이 발표한 규모는 M9.0인데 이는 모멘트 규모 기준이며 일본 기상청 규모 기준 규모는 M8.4이다. 이 기상청 규모도 지진 발생 직후 수 차례 정정되었는데 보도 초 M7.9로 추정했지만 이후 M8.4로 수정하였다. 이후 모멘트 규모 M8.8로 발표했다. 최종적으로 M9.0으로 수정하였다. 미국 지질조사국의 경우에는 모멘트 규모 M9.0이라고 발표했다. 2016년 7월 11일 심층 연구를 통해 모멘트 규모 M9.1이라고 독자적으로 발표하였다.

### 진도
근대적인 지진계 발명 이전에는 지진동의 세기를 신체의 감각 및 주위 상황으로 판단하여, 몇 단계로 구분하였다. 이렇게 지진 피해나 흔들림 느낌 등을 통해 같은 피해를 본 지역을 정리한 진도계(震度階)는 얼핏 생각하기에 비과학적으로 지진동의 세기를 표시하는 방법 같이 보이지만 이후 지진의 흔들림과 지진계 사이 관계를 통해 지진계가 없었던 옛날의 지진기록을 통해 그 지진의 규모도 추정할 수 있을 뿐더러, 정확한 지진계의 기록을 해석하기 전에 발생한 지진에 관한 정보를 빠르게 알아볼 수 있다는 등의 이점이 있다.
물리학적으로 지진동의 크기를 표현할 수 있는 수치로 속도, 가속도, 변위 등이 있다. 건축물이나 토목구조의 설계 분야에서는 응답 스펙트럼이나 SI값이라는 수치로 지진동의 크기를 나타내는 방법으로 활용하고 있다. 보통 인체의 감각, 주위 물체의 흔들림 크기, 건축물의 피해 크기 등 다양한 요소를 고려하여 지진동의 크기를 객관적으로 단계화한 진도를 지진의 흔들림 세기를 나타내는데 사용한다.
진도 단위로는 일본에서는 일본 기상청 진도 계급을, 미국 및 대한민국 등 지역에서는 수정 메르칼리 진도 계급을, 유럽 지역에서는 유럽 광대역 진도 계급(EMS)를, 독립국가연합과 이스라엘, 인도 지역에서는 메드베데프-스폰하우어-카르니크 계급(MSK)를 사용하는 등 여러 가지 진도 계급을 사용하고 있다.
지진의 규모가 커질수록 보통 지진의 최대진도도 같이 커지지만 지진의 진도는 진원거리, 단층의 이동 방향, 단층 파괴 전파 속도, 지반의 구조나 성질, 지진파의 특성 등에 따라 크게 달라진다. 지하 지반에 물과 공기가 많이 함유되어 흙 입자들이 부드러운 지층일수록, 또한 새로 만들어진 지층일수록 흔들림이 더욱 증폭되며 흔히 연약 지반이라고 부르는 하천가의 평야부나 매립지 지형이 더 크게 흔들리기 쉽지만 지반 개량 공사나 기초 건설 방식에 따라 증폭된 흔들림을 줄일 수 있다.
2011년 일본에서 일어난 도호쿠 지방 태평양 해역 지진의 경우 공식적으로 최대진도 진도7로 기록되었지만 이를 공식적으로 관측한 곳은 미야기현 구리하라시 1곳뿐이었다. 도서 지역을 제외한 도쿄도 지역의 경우에는 진도5강(18개 지점)~진도3(3개 지점)의 좀 더 약한 세기의 흔들림을 관측했다. 각국이 발표하는 "특정 지역의 진도값"이란 그 지역 내에 설치된 여러 지진 관측점 중 가장 흔들림이 컸던 점의 값을 뜻한다. 또한 진도는 해당 지점을 대표하는 곳에 설치된 지진계가 측정한 진도의 '최소치'이므로 실제 다른 지점에 적용하면 지반 상태에 따라 지진 관측점보다 최대 진도1 정도 오차가 발생할 수 있으므로 "지역의 진도"와 실제 피해상황이 항상 같지 않을 수 있다.

### 지진체적
1956년 쓰보이(坪井忠二, 1902∼?)는 지각의 강도에 한계가 있으며 따라서 지각이 부서지지 않고 저장할 수 있는 의력(歪力)에는 상한이 있다고 생각하고 발생 가능한 최대 지진의 에너지를 추산하여 5×1024erg라는 값을 얻었다. 이 수치는 이전까지 알려진 최대 지진인 매그니튜드 8.6인 지진의 에너지와 일치한다. 이렇게 하여 지진 에너지는 의(歪)의 대소보다도 그것에 관여하는 지각의 체적으로 결정된다는 생각이 생겨났다. 이 체적을 지진체적(地震體積)이라 한다. 지진체적 1 cm3중의 에너지는 약 3000erg이다.

## 지진의 종류

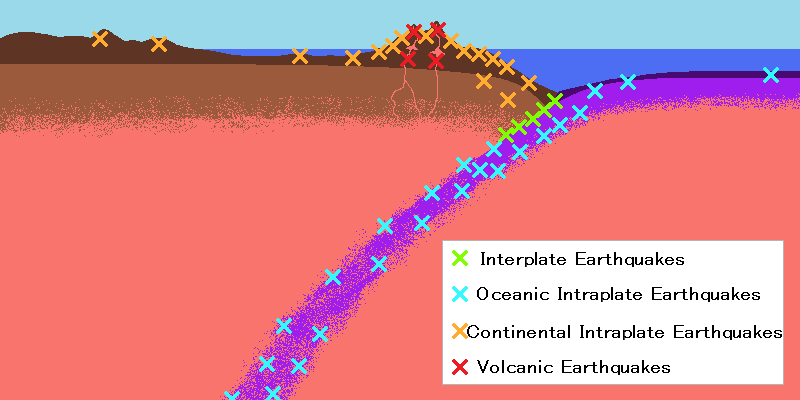
지진의 진원 위치별로 구분되는 지진의 종류를 그린 지도.
판 경계간 지진.
해양판 내부에서 일어나는 지진
대륙판 내부에서 일어나는 지진
화산성 지진

판 구조론적 관점에서 지진을 분류할 수 있으며 크게 두 가지로 나눌 수 있다. 하나는 지구 내부에서 작용하는 지구조력으로 발생하는 지진(구조론적 지진, tectonic earthquake)과 그렇지 않은 지진(비구조론적 지진)이다. 대부분의 지진이 지구조적 지진에 속하지만, 화산성 지진이나 인공지진처럼 비구조론 지진도 드물게 존재한다. 여기서 지구조론 지진은 판 사이에서 일어나는 지진(판 경계간 지진, Interplate earthquake)과 판 내부에서 일어나는 지진(판 내부 지진, Intraplate earthquake)으로 나눌 수 있다. 후자의 분류법은 자주 사용하고 있으며 더욱 세세하게 분류되고 있다.
다음은 후자의 분류법을 통한 지진의 세부 분류이다.
- 여러 판 사이에서 발생하는 지진(판 경계간 지진)[133]
  - 수렴형 경계에서 발생하는 지진
    - 해구 등 섭입대에서 발생하는 지진(해구형 지진)[133]
    - 충돌형 경계에서 발생하는 지진

  - 발산형 경계에서 발생하는 지진
    - 해령에서 발생하는 지진(해령형 지진)[133]

  - 보존 경계에서 발생하는 지진(변환 단층형 지진)[133]
- 판 내부에서 발생하는 지진(판 내부 지진)
  - 대륙판 내부에서 발생하는 지진(대륙판 내부 지진, 대륙 지각 지진,[135] 내륙형지진,[133][136] 단층형지진, 직하형지진)
  - 해양판 내부에서 발생하는 지진(해양판 내부 지진)
    - 다른 판 아래로 섭입하기 바로 직전의 해양판 내부에서 발생하는 지진(섭입하는 해양판 내부 지진,[135] 아웃터라이즈 지진)
    - 다른 판 아래로 섭입한 이후의 해양판 내부에서 발생하는 지진(섭입하는 해양판 내부 지진,[135] 슬래브 내부 지진[137])

위와 별개로 화산 주변에서 일어나는 지진을 화산성 지진으로 별도로 구분하는 경우도 있다. 화산성 지진의 경우 마그마나 화산 가스가 이동하며 지진을 일으키는 경우가 있고 그 외에도 화산 주변의 지각은 마그마의 영향으로 파쇄되어 더 약하기 때문에 응력이 조금만 집중되어도 지진이 일어나는 등 몇 가지 발생 과정이 알려져 있다.
또한 인공적인 폭발, 발파 등의 다양한 이유로 발생하는 인공지진도 존재한다. 인공지진과 구분해 자연적으로 발생하는 지진을 자연지진이라 부른다. 댐이나 땅 깊숙히의 물 주입과 같은 인공적인 요인으로 촉발되는 자연지진의 경우에도 '촉발지진', '유발지진'이라고 하여 인공지진의 일종으로 보는 편이다.:2
일본 정부에서는 위의 분류와는 별개로 "직하형지진"(내륙지진)이라는 용어를 사용하는 경우도 있다. 사람들이 모여 사는 지역 바로 아래에 일어나는 천발지진을 가리키는 말로 발생 지역에 따라 판 내부 지진 외에도 판 경계간 지진이 일어나고 있다. 미나미칸토 직하지진과 같은 도시의 인구밀집지역 바로 아래에서 일어나는 지진은 매우 위험하기 때문에 주목받고 있다.
지진동이 매우 작은데 비해 거대한 쓰나미를 일으키는 지진을 해일지진이라고 부르며 대표적인 해일지진으로 최대진도 4라는 약한 진동에 비해 최대 쓰나미 도달 높이 38.2 m라는 높은 쓰나미가 덮친 1896년 일본에서 일어난 메이지 산리쿠 해역 지진이 있다.

### 판 경계간 지진
판 경계간 지진은 두 판이 만나는 곳에서 서로 다른 운동을 하는 판끼리 판 경계에서 응력이 축적되다 암반이 버티지 못해 변형되어 일어나는 지진이다.
판 사이의 경계는 수렴 경계(해구와 충돌형 경계로 다시 구분됨), 발산 경계, 변환 경계(주향이동단층의 변환단층 경계) 세 종류로 나눈다. 발산 경계와 변환 경계는 지진이 일어나는 범위가 판 경계 바로 주변에서만 한정되어 진원 깊이도 깊지 않다. 하지만 수렴 경계, 그 중에서도 해구의 경우 종종 규모가 큰 지진이 발생하며 충돌형 경계는 지진이 일어나는 범위도 넓고 깊이도 깊은 지진이 발생한다.

#### 해구형 지진

섭입대의 모식도. 메가스러스트 단층은 위에 얹혀지는 판과 접촉하는 섭입대의 판 상단에 있다.

해구형 지진, 혹은 영어권에서 사용하는 메가스러스트 지진(Megathrust earthqauke)는 해구에서 일어나는 판 경계간 지진을 의미한다. 해양판이 대륙판 아래로 섭입하는 해구나 해곡(트로프) 등은 양 판의 경계가 뒤틀리며 지진이 발생한다. 보통 이를 해구형 지진이라고 부르지만 '해구형 지진'이라는 단어가 해구 근처에서 발생한 판 내부 지진을 포함하는 경우도 있어 일본에서는 좁은 의미에서 '해구의 판 경계간 지진'이라고 부른다.
스프링처럼 응력이 쌓인 대륙판이 튕겨나가는 식으로 지진이 일어난다고 설명하는 경우도 있지만, 판이 끌어당겨지는 것이 아니라 다른 지진과 마찬가지로 두 판이 서로 어긋나서 발생한다. 해구형 지진은 단순히 해구 주변 지역에서만 한정되어 발생하지 않고, 1923년 일본에서 일어난 간토 대지진과 같이 해구에서 멀리 떨어진 지역까지 진원역이 넓어지는 경우도 있다. 해구형 지진은 보통 대륙 지각이 해양 지각 위로 올라타 충돌하는 매우 낮은 각도의 역단층, 충상단층형 지진이다. 해구를 위에서 내려다보면 해구형 지진은 주로 해구의 가장 깊은 부분을 이은 선인 '해구축선'보다 대륙판 안쪽으로 들어간 지점이 진원역인 경우가 많다. 하나의 가늘고 긴 해구는 여러 영역으로 나누어(세그먼트) 각각 다른 대지진이 일어난다. 지진의 규모는 보통 M7-8 이상이며 드물게 여러 세그먼트가 동시에 움직여 지진이 일어나면 규모 M9 이상의 초거대지진이 발생하는 경우도 있다. 하나의 세그먼트에서는 약 수십-수백 년을 주기로 대지진이 반복해서 일어난다. 규모가 큰 해구형 지진이 해저에서 일어나면 쓰나미가 발생할 수 있다. 또한 진원역이 넓고 규모가 크기 때문에 광범위한 피해가 일어날 수 있다.
해구형 지진이 주로 일어나는 곳은 칠레, 페루, 멕시코, 미국 알래스카주, 알류샨 열도, 러시아 캄차카반도와 쿠릴 열도, 일본, 필리핀, 인도네시아, 파푸아뉴기니, 솔로몬 제도, 피지, 통가, 뉴질랜드 해역이다. 이 국가 모두 연안에 해구가 있어 규모가 큰 해구형 지진이 발생하기 쉽다.
2004년 자바 해구에서 일어난 인도네시아 수마트라섬 대지진도 해구형 지진에 속한다. 또한 4개 판이 충돌하는 지역인 일본에서는 도카치 종합진흥국 남부 해역에서 반복적으로 발생하는 도카치 해역 지진과 네무로반도 동쪽 해역에서 발생하는 네무로반도 해역 지진과 같은 쿠릴-캄차카 해구의 지진, 2011년 3월 산리쿠 해역의 일본 해구에서 일어난 도호쿠 지방 태평양 해역 지진 및 같은 해구에서 반복적으로 발생하는 산리쿠 해역 지진, 가까운 시일 내에 발생할 것으로 추정되어 지진관측망으로 감시 중인 스루가 해곡의 도카이 지진이나 난카이 해곡의 도난카이 지진, 난카이 지진, 또한 세 지진의 진원역이 서로 연동해서 초거대지진으로 일어날 가능성도 있는 난카이 해곡 거대지진 등의 해구형 지진이 일어날 수 있다. 또한 간토대진재를 일으킨 1923년 M7.9의 간토 대지진도 사가미 해곡에서 판 경계가 서로 어긋나 일어난 사가미 해곡 거대지진으로 해구형 지진에 속한다.
위에서 언급한 수마트라섬 지진이나 도호쿠 지방 태평양 해역 지진, 과거에 수 차례 발생한 난카이 해곡 지진은 여러 개의 진원역에서 짧은 시간 내에 판 경계면의 단층이 파괴되는 현상이 일어났는데, 이러한 지진을 연동형 지진이라고 부른다. 또한 거대한 해구형 지진이 발생한 후에는 진원역과 멀리 떨어진 장소에서도 대륙 지각 내부 지진, 해양 지각 내부 지진 또는 또 다른 해구형 지진이 발생할 수 있는데 이를 유발지진이라고 부른다.
판 경계중 해구 쪽 깊이가 얉은 지역에서는 종종 해일지진이 발생한다. 도호쿠 지방 태평양 해역 지진에서는 깊은 영역과 얉은 영역에서 동시에 연동형 지진이 일어나 강한 흔들림과 함께 거대한 쓰나미가 덮쳤다.
해구형 지진으로 발생한 판 경계의 어긋남이 지표면상까지 드러나면 해저 단층이 생기며, 지진이 일어난 주 단층 외에도 여러 분기단층도 보일 수 있다. 도호쿠 지방 태평양 해역 지진에서는 이러한 해저 활단층이나 판 경계면으로 가라앉은 해산이 지진 발생에 연관되었을 것으로 추정된다.

#### 충돌형 경계 지진

두 대륙판이 서로 충돌해 섭입하는 지형의 모식도.

충돌형 경계는 두 판이 서로 충돌하는 지역으로, 경계 부근에서는 강한 압축력이 발생해 지진이 일어난다. 강한 힘으로 판이 부서지고 그 파편끼리 혹은 부가체가 서로 어긋나 지진이 일어날 수도 있다. 대륙판끼리 서로 충돌하는 히말라야산맥, 파미르고원, 티베트고원 같은 고원대에서 주로 관측되는 지진이다. 특히 충돌형 경계의 경우 경계 뿐만 아니라 아주 넓은 지역에 지진이 발생하는데 이는 판이 정면충돌하면서 광범위한 지역이 압축력의 영향을 받기 때문이다.
충돌형 경계 지진의 대표적인 예로는 1999년 9월에 일어난 규모 M7.6의 타이완섬 921 대지진이나 동해 동연 변동대에서 일어난 1983년 5월 M7.7의 동해 중부 지진, 1993년 7월 M7.8의 홋카이도 남서쪽 해역 지진 등이 있다.

#### 발산형 경계 지진
발산형 경계에서도 지진이 발생한다. 대양을 이분하는 중앙해령의 중축곡 아래에서 발생하는 지진을 "해령형 지진"이라고 부른다. 진원 깊이는 대부분 12 km 이하의 천발지진이며 지진의 규모는 대부분 M6 이하이다. 발진기구를 분석하면 대부분의 해령형 지진은 장력축이 수평이면서 해령에 직각이며, 정단층을 띈다. 동태평양 해팽, 호주-남극 해령, 인도양중앙해령, 서남인도해령, 대서양 중앙 해령 등 세계 각지의 해령에서 지진이 발생한다. 아이슬란드 지구대나 동아프리카의 대지구대와 같이 육상에 있는 해령(지구대)도 발산 경계의 영향으로 정단층형 지진이 발생한다.

#### 변환 경계 지진
변환 단층에서도 판이 서로 어긋나면서 지진이 일어난다. 대부분은 해령 주변의 해저 지형에서 발생하지만 육지에서 일어나는 경우도 있다. 대표적인 변환 경계 지진 발생 지역은 미국의 샌앤드레이어스 단층, 뉴질랜드의 알파인 단층, 터키의 북아나톨리아 단층 등이 있다. 변환 경계 지진의 실제 사례로는 1906년 샌프란시스코 지진이다.

### 판 내부 지진
판 내부 지진이란 지각판 내부에서 일어나는 다양한 형태의 지진을 의미한다. 지각판의 경계에서 일어나는 판 경계간 지진과는 다르며 판 내부 지진은 크게 대륙 지각 내부에서 일어나는 지진과 섭입대의 해양 지각 내부에서 일어나는 지진 두 개로 구분할 수 있다.
모든 판에는 인접한 판과의 상호작용 및 퇴적물 퇴적 혹은 후퇴(퇴빙 등) 활동이 존재한다. 이런 응력 변화는 기존에 생성되었던 단층면 사이 단층 활동을 일으켜 판 내부 지진을 일으킬 수 있다.

#### 대륙 지각 내부 지진

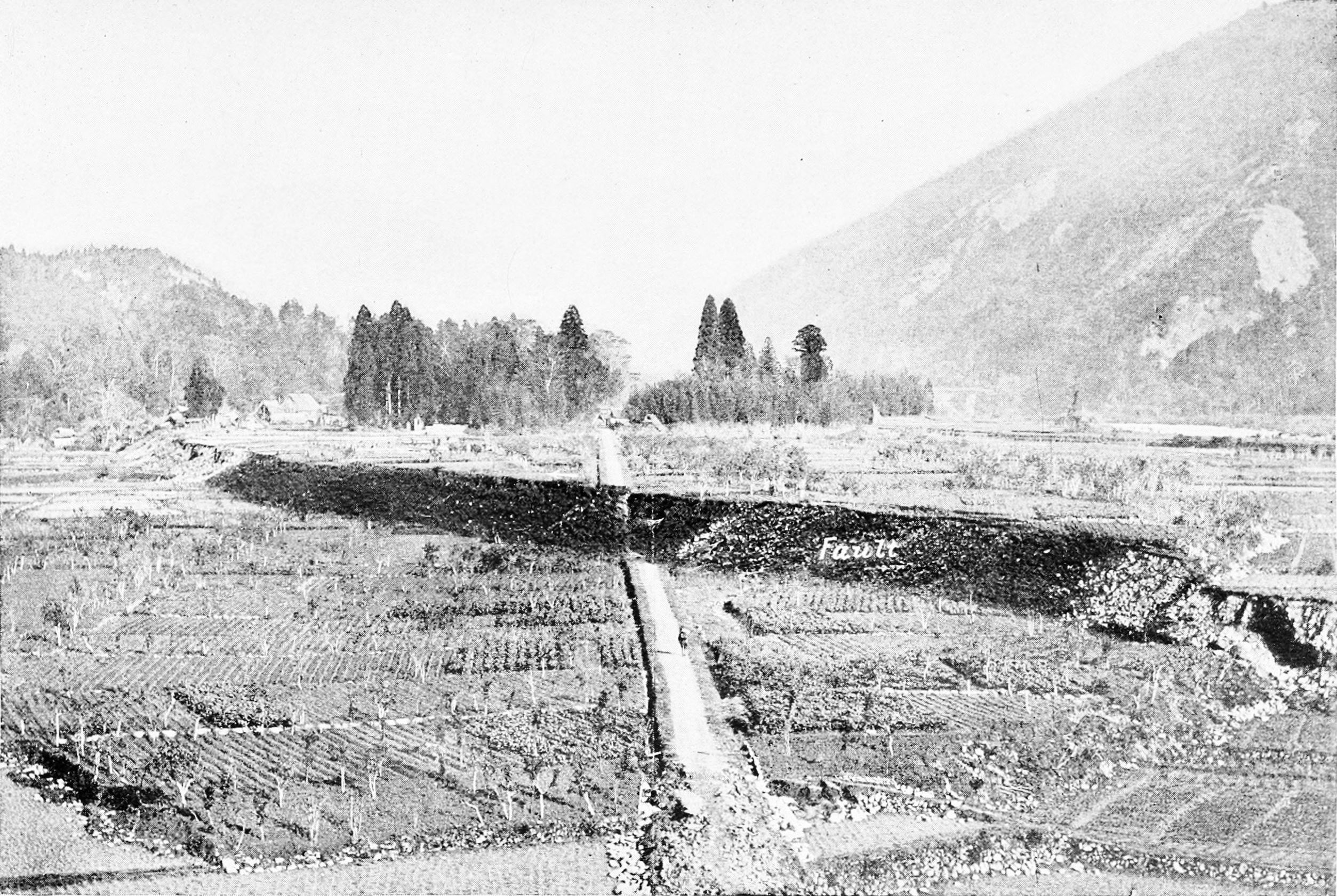
1891년 일본 기후현 노비평야에서 노비지진이 발생했을 때, 지표면 상에 드러난 지진 단층.

해양판이 섭입하는 대륙판의 끄트머리 지역에서는 해구에서 수백 km 떨어져 있는 넓은 범위에까지 해양판이 누르는 힘이 닿는다. 이 힘은 판 내부나 지각 표면부까지 전파되기 때문에 그 힘으로 지각 표층부 곳곳에서 금이 간다. 이 금을 단층이라고 부른다. 이러한 판 경계가 아닌 지역의 단층에서 일어나는 지진을 "내륙 지각 내부 지진" 혹은 "대륙 지각 내부 지진", "대륙판 내부 지진"이라고 부른다. 일본의 이즈반도와 이즈 제도, 뉴질랜드는 해양판 위에 있지만 이곳에서 발생하는 지진도 같은 유형인 대륙 지각 내부 지진으로 묶인다. 이런 유형의 지진에서는 지표면상에 단층이 보이기 쉽기 때문에 단층형 지진, 활단층형 지진이라고도 부르는데 판 경계간, 대륙판 내부, 해양판 내부 지진 모두 단층 운동으로 발생하는 지진이므로 정확한 용어는 아니다. 내륙의 단층은 도시 바로 아래나 주변에 있는 경우도 많아 '직하형지진'이라고 부르지만 간토대지진과 같이 육지에서 일어나는 해구형지진도 있으므로 이와 구별하는 의미에서 "육지 얉은 곳을 진원으로 하는 지진"이라고 사용하는 경우도 있다.
대륙 지각 내부 지진의 경우 발생하는 지진의 규모는 활단층의 크기마다 다르지만 대부분의 단층은 최대 M6-7 정도, 크게는 최대 M8까지 가능하다. 해구형 지진과 같이 긴 단층은 여러 개의 세그먼트로 나누어서 서로 따로 활동한다. 동일한 활단층에서는 대략 수백년에서 수십만년을 주기로 큰 지진이 발생한다고 알려져 있다. 도시 바로 아래에서 지진이 발생하면 큰 피해를 끼칠 수 있지만 큰 흔들림이 느껴지는 범위는 해구형지진에 비하면 매우 좁은 범위에만 느껴진다. 또한 대륙 지각 내부 지진의 경우에는 초기 미동을 감지한다는 원리상 긴급지진속보가 늦게 발령될 수 있다.
대륙 지각 내부 지진의 대표적인 예시로는 1995년 1월 일본에서 일어난 규모 M7.3의 효고현 남부 지진(한신·아와지 대진재)와 2016년에 일어났던 규모 M7.3의 2016년 구마모토 지진, 규모 M5.8의 9.12 경주 지진, 2017년에 일어났던 규모 M5.4의 2017년 포항 지진 등이 있다.
미국 서해안, 뉴질랜드, 일본, 중국, 타이완, 필리핀, 인도네시아, 아프가니스탄, 이란, 터키, 그리스, 이탈리아, 스위스 등의 국가에는 활단층이 밀집해 있어 큰 단층형지진이 자주 일어난다.

#### 해양 지각 내부 지진

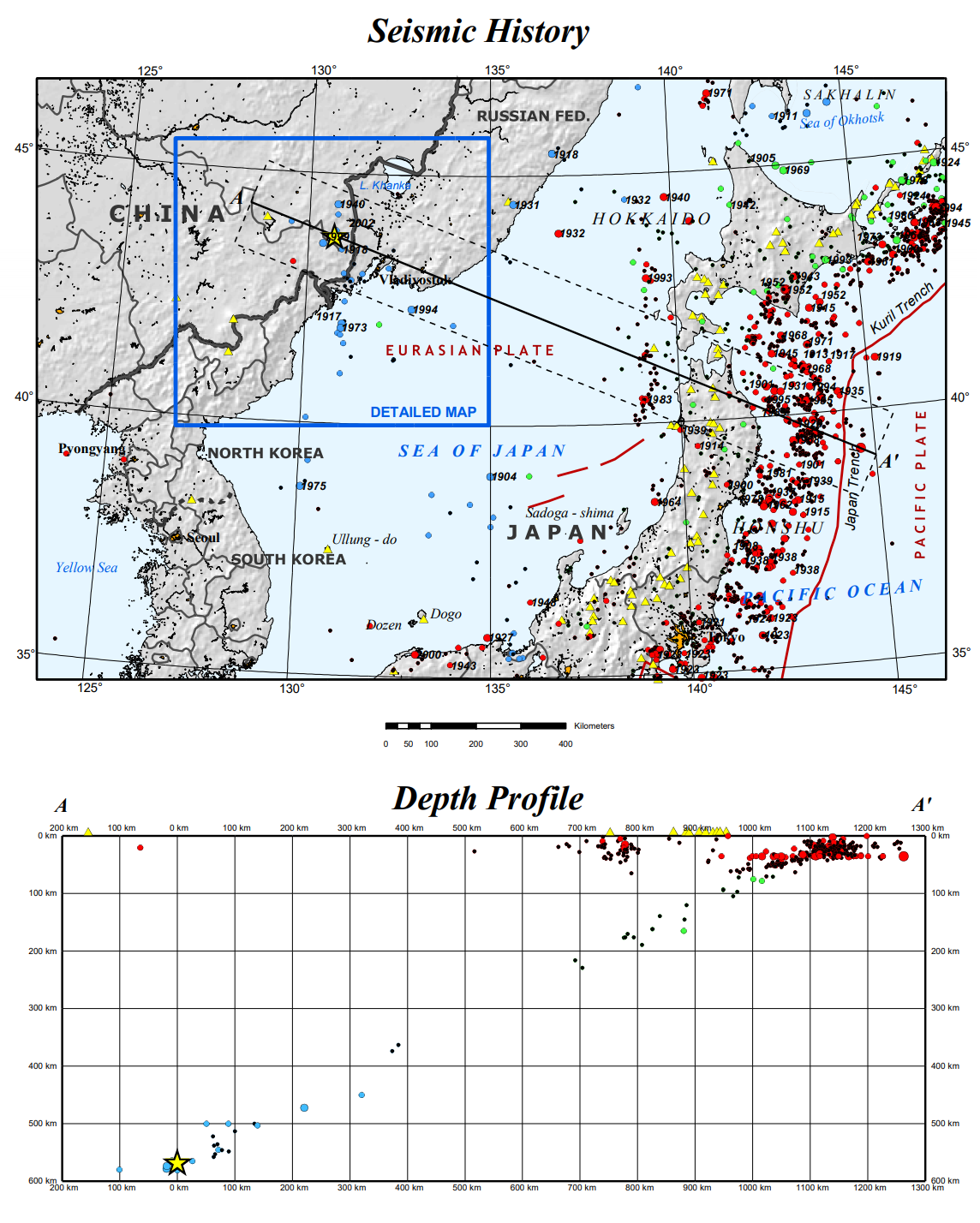
동해 주변의 지진 분포 지도. 제일 오른쪽이 섭입대인 일본 해구이다. 파란 색으로 처진 한반도 북부 해역 일대는 규모가 큰 심발지진이 자주 발생하는 훈춘-왕칭 심발지진대이다. 일본 해구에서 중국 만주로 갈수록 주요 지진의 발생 진원 깊이가 점점 깊어지는 모습(아래 그래프)를 보인다.

섭입대에서 침강 운동을 하는 해양 지각 내부에서도 지진이 발생한다. 이런 종류의 지진을 "해양판 내부 지진" 혹은 "해양 지각 내부 지진"이라고 부른다. 일본에서 단순히 판 내부 지진이라고 하면 이 해양판 내부 지진을 가리키며 대륙판 내부 지진은 잘 묶지 않는다. 판 경계간 지진과 함께 묶어 해구 주변에서 일어나는 모든 지진을 해구형 지진이라고 부른다.
해양판 내부 지진은 크게 두 가지로 나눌 수 있다. 하나는 이미 대륙판 아래로 섭입한 해양판 내부에서 일어나는 지진(슬래브 내부 지진)으로 진원이 매우 깊으며, 또 다른 하나는 섭입대 앞의 해양판 내부에서 일어나는 지진(아웃터라이즈 지진)으로 진원이 얕다.

##### 슬래브 내부 지진
해구를 지나 대륙판 아래로 섭입, 침강한 해양판은 맨틀 속으로 가라앉다가 깨지거나 지하 깊은 곳에서 스태그넌트 슬래브(Stagnant slab)가 되어 큰 각도로 젖혀져 지진을 일으킬 수 있다. 해양판이 맨틀로 가라앉은 슬래브(판)에서 일어나므로 "슬래브 내 지진", "슬래브 내부 지진"이라고 부른다. 진원 깊이가 매우 깊은 곳에서 일어나므로 단순히 심발지진이라고 부른다.
보통 진원 깊이가 깊고 진원과 진앙 사이 거리도 멀지만 규모가 큰 심발지진의 경우 피해가 발생한다. 또한 깊은 곳에서 일어나는 지진이라 넓은 범위에서 최대 진도에 가까운 진동이 관측된다. 또한 판의 위치관계와 맨틀의 깊이 등에 따라 지진파의 전달계수가 달라지므로 진앙에서 멀리 떨어진 곳에서 더 큰 흔들림이 관측되는 현상인 이상진역 현상이 더 많이 관측되는 편이다.
20세기 말 이후 발생한 슬래브 내부 지진으로는 일본에서 일어난 1987년 지바현 동쪽 해역 지진, 1993년 쿠시로 해역 지진 등이 있다. 이 외에도 2011년 도호쿠 지방 태평양 해역 지진의 여진에서도 슬래브 내부 지진이 여러 차례 발생했으며 규모 M8.1의 2015년 오가사와라 제도 서쪽 해역 지진 같은 경우에는 매우 깊은 심발지진으로 인명 피해도 발생하였다.

##### 아웃터라이즈 지진
해양판이 대륙판 쪽으로 파고들 때 왜곡을 해소하기 위해 대륙판이 반발해 이동하면 판 경계간 지진이 발생한다. 하지만 이 왜곡은 섭입하기 전의 앞으로 침강하는 해양판 쪽(해구에서 먼 바다쪽)에서도 쌓여 있어 해저가 융기하는 경우가 있는데 이를 해구 외부 융기대(Outer trench swell) 혹은 단순히 아웃터라이즈(Outer rise), 해구상연융기대(海溝上縁隆起帯)라고 부른다. 이 지역의 왜곡은 판 경계간 지진으로는 완전히 해소할 수 없기 때문에 판 경계간 지진 발생 전후에도 해소되지 않은 왜곡으로 인해 습곡이나 단층 운동이 발생해 지진이 일어날 수 있다. 이런 종류의 지진은 해부 외부 융기대에서 발생하기 때문에 주로 '아웃터라이즈 지진'이라고 부른다.
아웃터라이즈 지진은 판이 젖혀진 곳이 가장 높은(얕은)곳이 큰 장력을 받아 파괴되기 때문에 정단층형 지진인 경우가 많다. 이와 반대로 진원이 깊은 곳에서 발생한다면 압축력을 받아 역단층형 지진인 경우가 많다. 아웃터라이즈 지진은 육지와 먼 심해상에서 발생하기 때문에 육지에서 지진의 흔들림 자체의 피해는 적은 편이지만, 규모 M8을 넘는 지진이 종종 발생하며 정단층형의 내려앉는 파동으로 시작되는 쓰나미로 해구형 지진과 비슷한 쓰나미 피해가 발생할 수 있다. 이 때문에 해일지진과 마찬가지로 지진 발생 직후 대피가 늦어져 큰 피해가 발생할 수 있다. 또한 큰 판 경계형 지진 이후 여진으로 발생하는 경우도 많아 여진의 2차적인 추가 피해를 줄 수 있다.
대표적인 아웃터라이즈 지진으로는 1933년 일본에서 발생한 쇼와 산리쿠 해역 지진과 2012년 수마트라섬 해역에서 일어난 2012년 인도양 지진이 있다. 그 외에도 2011년 일어난 도호쿠 지방 태평양 해역 지진 이후 발생한 여진에서 이런 아웃터라이즈 지진이 발생했다.

### 화산성 지진
해구 주변에 있는 화산호, 열점, 해령, 용암 분출 지역에서는 마그마가 이동하거나 뜨거워진 수증기의 압력, 화산 활동에 따른 지면의 융기 또는 침강으로 지진이 발생한다. 이렇게 화산의 활동으로 발생하는 지진을 화산성 지진이라고 부른다. 화산성 지진은 단층의 움직임만으로는 설명할 수 없으므로 위에서 언급한 단층형 지진과는 아에 별도의 지진으로 따로 구분하는 경우가 많으며 지진동도 단층지진과는 다른 특성을 보인다. 그 외에도 화산 활동으로 화산 주위의 단층이 깨져서 지진이 발생하는데, 이 경우도 화산성 지진으로 본다.
화산성 지진은 지진동의 성질에 따라 크게 두 가지 유형으로 나뉜다. P파와 S파가 뚜렷이 나타나 일반적인 단층지진과 큰 차이를 보이지 않는 A형 지진과, 단순 방추형 지진파형을 보이는 B형 지진으로 구별할 수 있다. 또한 B형 지진은 주기의 차이에 따라 BL형 지진과 BH형 지진으로 구분할 수 있다. 광의적인 관점에서는 화산성 미동 전체가 화산성 지진으로 포함된다.

### 인공지진
대부분의 지진은 지구의 판의 움직임으로 발생하는 자연적인 지진이지만, 인간의 활동이나 개입으로도 지진이 발생할 수 있다. 지면 위아래에서 저수지 건설, 석탄이나 석유 같은 자원 채굴, 폐기물 처리나 프래깅을 위해 땅 깊숙히 유체를 주입하는 등 다양한 개입으로 지각의 응력과 변형률이 변화할 수 있다. 이렇게 발생한 인공지진은 대부분 규모가 작다. 2011년 발생한 규모 M5.7의 미국 오클라호마 지진은 석유 생산 과정에서 나온 폐수를 주입정에 주입해 버려 발생한 지진으로 추정되며 연구에 따르면 지난 세기 동안 오클라호마주의 석유 산업으로 지진이 발생한 것이라고 추정했다.

### 기타 원인
지구조력으로 발생하지 않는 여타 다른 자연적 원인으로 지진이 발생한다. 예를 들어 1974년 4월 25일 페루 만타로강 유역에서는 대규모 산사태로 산에 있던 거대한 암반이 수직에 가깝게 땅에 떨어지면서 규모 M4.5에 가까운 지진 진동이 발생했으며, 이 지진과 산사태로 450명이 사망하는 피해도 있었다.

## 지진의 영향과 피해

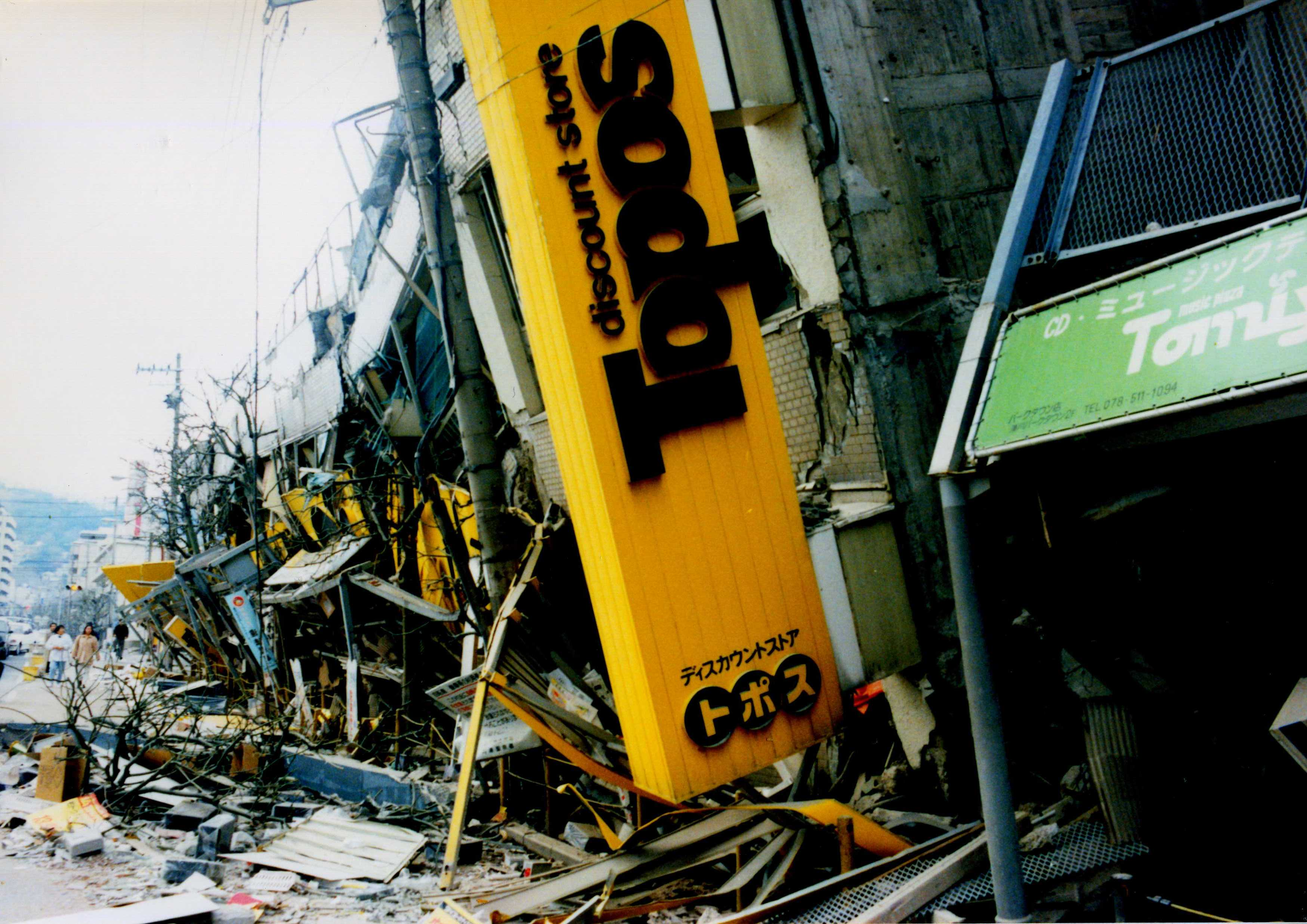
1995년 1월 17일 발생한 한신·아와지 대진재로 일본 고베시 효고구 미나토가와역 인근 다이에 계열 슈퍼마켓인 도포스 상가가 붕괴된 모습.

지진이 발생하면 여러 현상이 발생한다. 이렇게 지진으로 발생한 피해를 한데 묶어 지진재해라고 부른다. 줄여서 진재(일본어: 震災 신사이[*])라고도 한다. 큰 것을 대진재라고도 부른다.
지진 재해는 지진 그 자체에 기인하는 1차 재해와 부수적으로 발생하는 2차 재해로 나뉜다. 1차 재해는 강한 지진동에 의한 지표나 지하 구조물의 파괴, 지반의 붕괴, 해일로 인한 가옥이나 선박의 유실·파괴 등이 있다. 또한 2차 재해에는 화재, 수도, 전기, 가스, 통신망의 파괴, 생활물자 유통망의 파괴로 인한 생활의 혼란 등을 말한다. 도시의 경우 2차 재해 특히 석유화학공장, 자동차의 연료, 건물의 연료 화재에 의한 비중이 커진다. 이 경우의 대책은 주로 도시 내에 있는 발화원을 줄이고 건물밀집지역의 방재작업이 원활하도록 하고, 도시 설계 당시부터 방재도시로 설계하는 것이다.
오늘날의 지진재해 대책의 특징은 1차 재해의 경감 및 2차 재해의 억지에 그 역점을 두고 있다. 대지진이 발생하면 가옥이 파괴되거나 손상되고, 지면에는 균열이 생기며, 또한 모래같은 땅에서 물이 분출하는 '분사현상' 등이 일어난다. 또한 산사태 등도 발생하여 큰 피해를 가져온다. 지진대와 화산대는 거의 일치해 지진으로 인한 충격으로 화산이 폭발하면 화산재구름이 하늘을 덮치는 등 피해가 속출한다. 특히 위험한 것은 지진에 따라 일어나는 화재로서 지진 그 자체에 의한 피해보다 불에 의한 피해가 훨씬 크다. 건축물의 피해에 관해서는 지진공학이란 특별한 공학부분이 있어서 그 대책을 연구하고 있으며, 내진 건축법이 고안되고 있다. 지진학이나 지진공학의 지식을 이용하여 지진재해를 경감시키는 것을 진재대책이라고 한다.
지진으로 발생하는 여러 현상에는 다음이 있다.

### 흔들림과 지반 파열

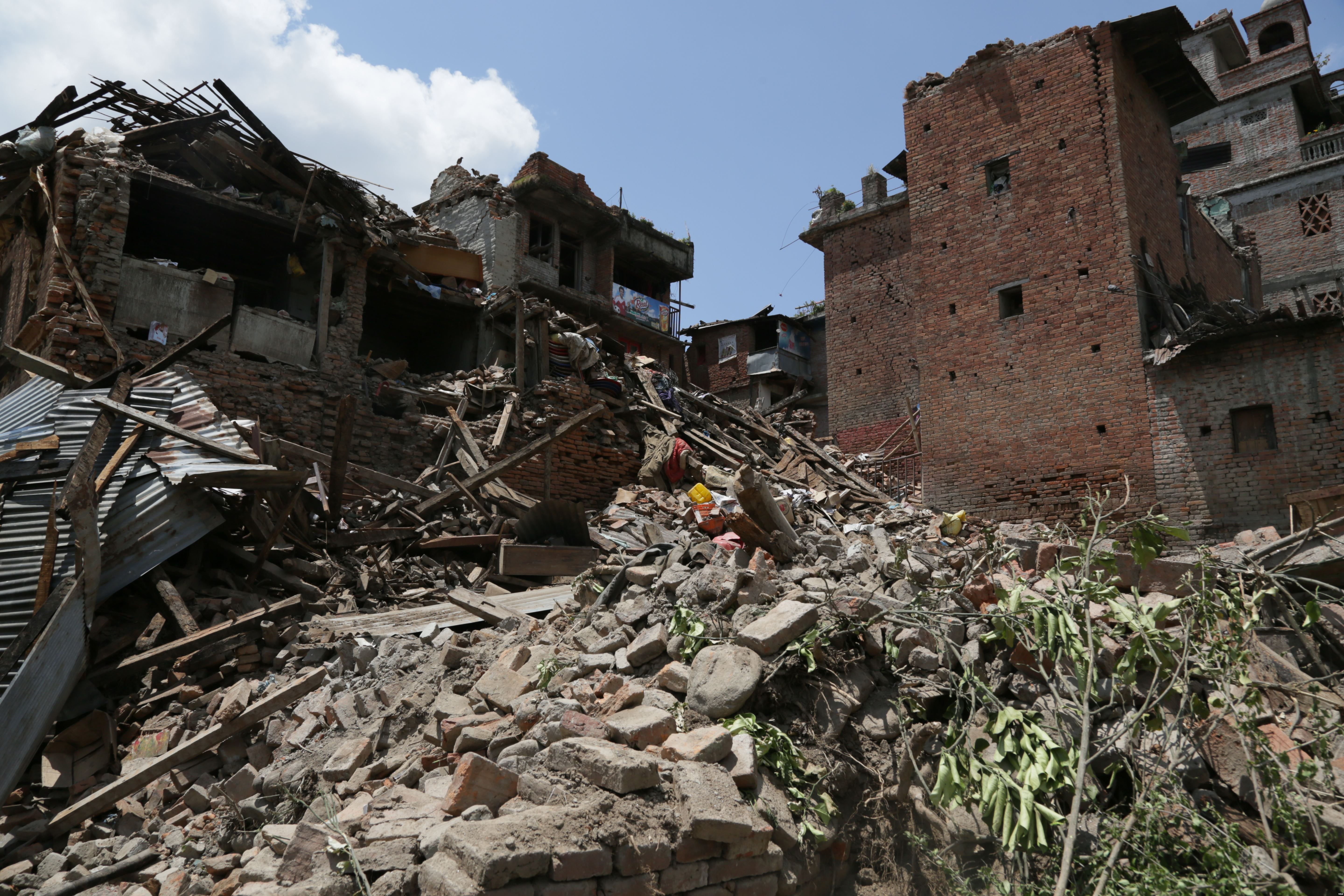
2015년 4월 네팔 지진으로 카트만두의 건물이 붕괴한 모습.

흔들림과 지반 파열은 지진으로 발생하는 주로 건축물과 기타 단단한 구조물에 여러 심각한 손상을 입히는 피해이다. 한 지역에서 흔들림으로 인한 피해 심각성은 지진의 규모, 진원과의 거리, 지역적, 지질학적, 지형적 조건 등등 여러 가지 복잡한 조건의 조합으로 달라지며 이 조건으로 파동의 진폭이 증폭되거나 감소될 수 있다. 지반의 흔들림은 최대 지반 가속도(PGA)로 계산한다.
특정 지역의 지리적, 지질학적, 지구조론적 조건 때문에 약한 규모의 지진에서도 지표면에 강한 흔들림이 느껴질 수 있다. 이런 현상을 지역적, 국지적 증폭 현상이라고 말한다. 이런 증폭 현상은 보통 단단한 깊은 토양에서 부드러운 얉은 토양으로 지진파가 전달되면서 퇴적물의 전형적인 지질학적 특성으로 지진 에너지가 한 곳으로 모이면서 발생한다. 예를 들어 1995년 일본에서 일어난 한신·아와지 대진재를 일으킨 효고현 남부 지진 당시에는 진도7을 감지한 지역이 기다란 띠 모양으로 생겨났다. 강한 진동을 느낀 지역이 띠 모양으로 생겨난 이유는 진원역을 만든 단층이 부드러운 지반인 오사카평야에 한신칸을 향해 직선 모양으로 뻗어 있었고 롯코산지와 오사카평야의 경계부에서 지진파가 간섭이나 증폭 현상을 일으켰기 때문이다. 이 때 발생한 강한 진동을 느낀 띠 지역은 진앙에서 약 30 km 떨어진 지점까지 이어졌다.
지반 파열은 단층의 흔적을 따라 지구의 표면이 눈에 띄게 부서지고 변위가 생기는 현상으로 대지진의 경우 수 미터에 해당하는 지반 파열이 발생할 수 있다. 지반 파열은 댐, 교량, 원자력 발전소와 같은 대형 구조물에게 있어서 가장 큰 위협이며 구조물의 수명 내에 지반이 파열될 수 있는 모든 단층을 식별하기 위해 기존에 알려진 단층을 전부 지도화하는 과정이 중요하다.

### 토양액상화

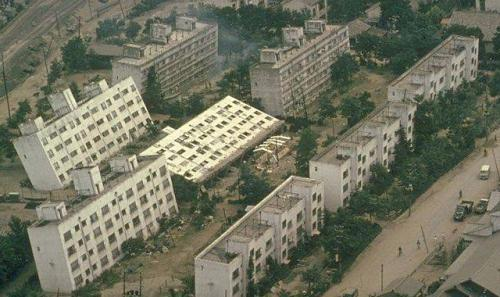
1964년 니가타 지진 당시 지반이 액상화되어 완전히 누워서 쓰러져버린 아파트.

토양액상화란 물에 모래와 같은 입자상을 띈 물질이 포화되면 일시적으로 그 강도를 잃고 고체에서 액체로 성질이 바뀌는 현상이다. 토양액상화는 건물이나 다리와 같은 단단한 구조물도 액상화가 되어버린 퇴적물, 땅 아래로 기울어지거나 가라앉게 만들 수 있다. 예를 들어 1964년 알래스카 지진 당시 광범위한 토양액상화 현상이 발생하여 많은 건물이 땅 속으로 가라앉다 붕괴되는 현상이 일어났다.

### 인적 피해
지진은 사망 및 부상자 발생, 도로와 교량의 손상, 전반적인 재산 피해, 건물 붕괴 또는 불안정화 등 다양한 인적, 물적 피해를 가져다 줄 수 있다. 또한 지진이 지나간 이후 여파로 전염병의 유행이나 기타 질병 감염, 기본적인 필수품 부족, 공황발작과 같은 정신적 충격, 생존자들의 집단 우울증, 보험료 상승 등 다양한 2차 피해를 입을 수 있다.

### 산사태

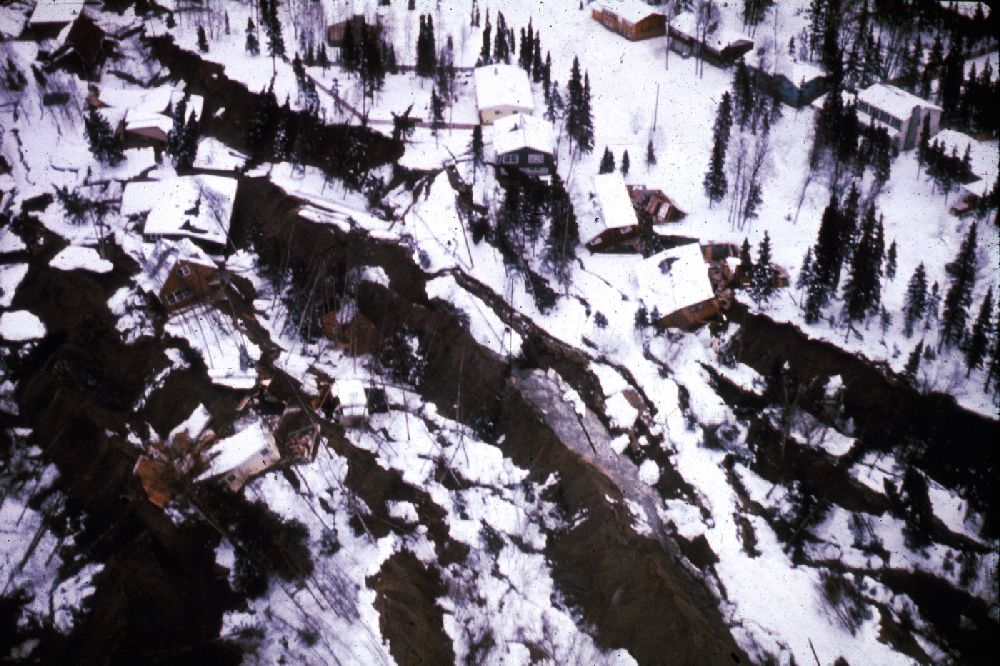
1964년 알래스카 지진의 여파로 발생한, 앵커리지 교외의 턴어겐 하이츠(Turnagain Heights)의 산사태 피해.

지진은 산사태라는 지질학적으로 큰 위협을 가하는 사면의 불안정화를 일으킬 수 있다. 특히 산지에서 지진이 발생할 경우 구조 작업을 진행하는 동안에도 산사태의 위협을 받아 2차 피해가 이어질 수 있다.

### 화재
지진으로 전력망이나 가스관이 손상되어 화재가 발생할 수 있다. 여기에 수도관이 파열되거나 압력을 상실할 경우 한번 화재가 시작한다면 진압하기 매우 어려워질 수 있다. 예를 들어 1906년 샌프란시스코 지진 당시에는 지진 자체의 사망자보다는 지진 이후 발생한 화재로 인한 사망자가 더 많았다.

### 지진해일 (쓰나미)

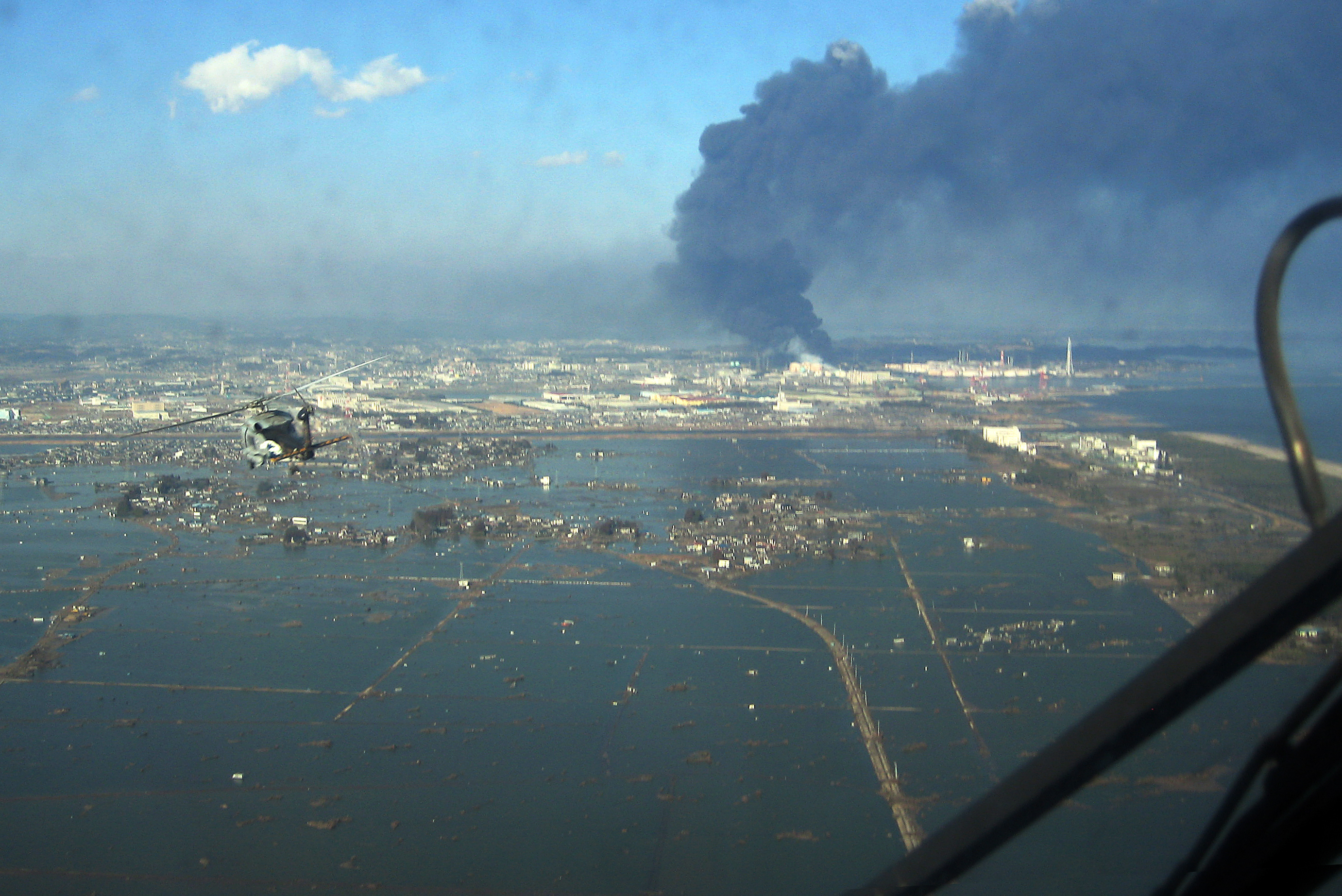
2011년 도호쿠 지방 태평양 해역 지진 당시 미야기현 센다이시 미야기노구 연안 상공에서 북쪽 센다이항을 바라보고 촬영한 항공 사진. 원래 땅이었던 곳 대부분이 쓰나미 때문에 물에 잠겨 있다.

쓰나미는 해저에서 지진이 발생했을 때 대량의 물이 급작스럽게 움직이면서 발생하는 초장주기, 초장파 해파이다. 열려 있는 대양에서는 쓰나미 파도간 거리는 100 km가 넘을 수 있으며 파도의 주기는 5분에서 1시간 이상까지 다양하다. 이런 쓰나미는 수심에 따라 다르지만 시속 600-800 km의 속도로 이동한다. 지진이나 해저 산사태로 발생한 큰 쓰나미는 수 분 안에 해안가 지방을 덮칠 수 있다. 또한 쓰나미는 대양을 지나 수천 km 떨어진 다른 대륙까지도 이동할 수도 있고 이런 거대한 쓰나미를 일으킨 지진은 몇 시간 후에는 쓰나미가 덮쳐 아주 먼 해안 지역도 파괴될 수 있다.
일반적으로 규모 M7.5 이하의 지진은 쓰나미를 일으키지 않지만, 간혹가다 섭입대의 지진의 경우 간혹 M7.5 이하 규모의 지진에서도 쓰나미가 관측된 사례가 있다, 대부분의 거대하면서 피해가 큰 쓰나미는 규모 M7.5 이상의 지진에서 발생하였다.

### 홍수
지진의 2차적 영향으로 댐이 영향을 받아 파괴되면 홍수가 발생할 수 있다. 또한 지진으로 산사태가 일어나 천연댐이 만들어진 후 이 천연댐이 붕괴하여 홍수가 발생할 수 있다.
예를 들어, 타지키스탄의 사레즈호는 고대 지진으로 만들어진 산사태 댐(천연댐)인 우소이댐이 만들어져 형성된 지역이다. 이 댐이 붕괴할 경우 심각한 피해를 입을 수 있는데 향후 지진이나 기타 원인으로 우소이댐이 붕괴한다면 약 5백만명이 홍수 피해를 입을 수 있다.

### 지구물리학적 영향
큰 지진으로 인해 지구가 자유진동을 하면서 지구의 자전축, 자전 주기, 모양 등이 영향을 받고 있다. 이론적 모델에 따르면 2004년 수마트라섬 지진으로 인해 북극점은 동경 145도 방향으로 약 2.5cm 이동했다. 또한 지구의 편평도가 100억 분의 1 정도 감소하면서 지구의 자전 속도가 약간 빨라졌고, 결국 하루의 길이는 2.68마이크로초만큼 짧아졌다고 알려졌다.
2010년 칠레 지진에서는 하루의 길이가 1.26마이크로초만큼 짧아졌으며 지구의 자전축도 8cm가량 움직였다고 알려졌다. 또한 땅이 움직이면서 콘셉시온은 도시 전체가 서쪽으로 3.04m 이동했다는 사실이 정확한 GPS 측정을 통해 알려졌다. 칠레의 수도인 산티아고는 서쪽으로 거의 24cm가량 움직였으며, 심지어 콘셉시온에서 1,350km 떨어진 아르헨티나의 부에노스아이레스도 4cm가량 이동했다. 이러한 이동의 결과 칠레의 영토는 1.2km2 증가했다고 추정된다.
동일본 대지진에서는 혼슈가 동쪽으로 2.4m 움직였으며, 지구의 자전축은 대략 10~25cm 움직였을 것으로 추정된다. 또한 지구의 자전 속도는 약 1.8마이크로초/일 빨라졌다. 지진 이후 초기에는 혼슈의 태평양 연안 일부가 1m가량 가라앉았으나 약 3년이 지나고 다시 솟아 오르며 원래 높이를 회복했다. 일본 북동부 일부는 북아메리카 대륙과 2.4m 정도 가까이 이동하였으며 이로 인해 일본 대륙 일부가 이전보다 넓어졌다. 이때 진앙과 가까운 지역일수록 크게 변화를 겪었다.
그러나 이러한 지구 자전축의 변화 등은 너무 작아서 눈에 띄는 기후 변화를 일으킬 수는 없다. 실제로 지구 대기와 해양의 질량이 변하면서 지구 자전축은 매년 일상적으로 39인치(약 99.06cm) 움직여, 지진에 의한 변화보다 훨씬 크게 변하고 있다.

## 세계의 주요 지진활동

1900년부터 2017년까지 전 세계에서 발생한 규모 M6.0 이상의 지진 진앙을 표시한 지도.

지진이 일어나는 장소를 조사해 보면 지진은 그 진앙의 분포로 보든 진원의 깊이로 보든 지각 또는 상부 맨틀(mantle)의 일정한 부분에 집중적으로 일어나는 일이 많다. 이를 지진소(地震巢)라 한다. 가령 일본의 동북지방의 지진소는 크고 두꺼우며, 맨틀 상부에 위치하고 있다. 이에 반하여 서남 일본의 지진소는 작고, 지표에서 30∼40km 깊이에 있다.
옛날부터 지진이 일어나기 쉬운 곳은 띠모양으로 분포한다는 생각이 있어서 이를 지진대라고 한다. 세계적으로는 환태평양 지진대(環太平洋地震帶)라는 태평양 둘레의 지진대가 유명하다. 일본 부근의 지진 분포를 잘 조사한 결과, 띠모양을 이룬다기보다는, 지진소(地震巢)로서 한 덩어리가 되어 있다고 생각하는 것이 옳음이 밝혀졌다. 그러므로 일본 부근에 관해서는 지진대라는 생각은 낡은 생각이다.
세계에서 일어난 대규모 지진의 진앙을 지도로 그리면 특정 선 위의 지역에서 집중적으로 지진이 나타남을 볼 수 있는데, 이 지역이 환태평양 조산대(전 세계 천발지진이 방출한 에너지의 75.4%를 차지)와 알프스-히말라야 조산대(전 세계 천발지진이 방출한 에너지의 22.9%를 차지)이며 판 구조론적으로 이 두 지역은 전 세계의 지진이 가장 많이 집중된다. 앞에서 언급한 두 조산대와 함께 신기 조산대가 가장 지진 활동이 활발하며 세계 지진 활동의 절대다수를 차지한다. 그 밖에 유럽 서부와 아시아 북부 등에 있는 고기 조산대에서도 비교적 많은 지진이 발생한다.
이렇게 지진이 자주 발생하는 지역을 조산대 또는 지진대(화산 활동을 강조할 경우 화산대라 부르기도 함)이라고 부르며 조산대인 지역은 암반의 이동도 활발하고 지진도 활발하게 발생한다. 하지만 지진 활동을 기록한 오른편의 지도는 어디까지나 일정 기간 동안 발생한 지진을 기록한 것으로 "지진이 얼마나 발생하기 쉬운가"를 나타냈기 때문에 지도에서 지진이 적은 국가(캐나다, 러시아, 브라질, 아프리카 대륙 내 국가 등)에서 절대 지진이 발생하지 않다고 말할 수 없으며, 지구상 어느 지역에서도 지진이 발생할 수 있다.
| Ms  | 명칭       | 진원이 얕을 경우 예상되는 피해                                                        | 일본 인근 발생 빈도 (일본 방재연구소 기준) | 전 지구 발생 빈도 (일본 기상청 기준) | 전 지구 발생 빈도 (USGS 기준) |
| --- | ---------- | ------------------------------------------------------------------------------------- | ------------------------------------------ | ------------------------------------ | ----------------------------- |
| 9+  | 거대지진   | 수백 - 1,000 km 범위에서 큰 지각변동이 일어나 넓은 지역에서 대재해와 큰 쓰나미가 발생 | 수백년에 약 1번                            | 1                                    | 0.3                           |
| 8.5 | 거대지진   | 내륙에서는 광역적인 대재해가 발생하고, 해저에서는 대형 쓰나미가 발생                  | 10년에 약 1번                              | 1                                    | 0.3                           |
| 8.0 | 거대지진   | 내륙에서는 광역적인 대재해가 발생하고, 해저에서는 대형 쓰나미가 발생                  | 10년에 약 1번                              | 1                                    | 1.1                           |
| 7.5 | 대지진     | 내륙에서는 큰 피해가 발생하고, 해저에서는 쓰나미가 발생                               | 1-2                                        | 17                                   | 3.1                           |
| 7.0 | 대지진     | 내륙에서는 큰 피해가 발생하고, 해저에서는 쓰나미가 발생                               | 1-2                                        | 17                                   | 15                            |
| 6.5 | 중지진     | 진앙 부근으로 갈수록 큰 피해, M7 규모에 가까워질수록 피해가 커짐                      | 10-15                                      | 134                                  | 56                            |
| 6.0 | 중지진     | 진앙 부근으로 갈수록 큰 피해, M7 규모에 가까워질수록 피해가 커짐                      | 10-15                                      | 134                                  | 210                           |
| 5   | 중지진     | 미미한 피해가 발생한다.                                                               | 120                                        | 1,319                                |                               |
| 4   | 소지진     | 진앙 부근에서 지진을 느낄 수 있고, 진원 깊이가 매우 얕으면 피해가 발생할 수 있음      | 약 1,000회                                 | 13,000                               |                               |
| 3   | 소지진     | 진앙 인근에서 지진을 느낄 수 있음                                                     | 약 1만회                                   | 13만                                 |                               |
| 2   | 미소지진   | 극히 일부 사례에서 지진을 느낄 수 있음                                                | 매 시간 10회                               |                                      |                               |
| 1   | 미소지진   |                                                                                       | 매 분 1-2회                                |                                      |                               |
| 0   | 극미소지진 |                                                                                       |                                            |                                      |                               |
| -1  | 극미소지진 |                                                                                       |                                            |                                      |                               |

### 발생했던 주요 지진
역사상 사상자가 가장 많았던 지진은 1556년 1월 23일 명나라 섬서성에서 일어났던 가정대지진(산시 대지진)이다. 이 대지진으로 83만명 이상이 사망했다고 기록되어 있다. 당시 지진이 발생한 지역은 요동이라고 부르는 황토 언덕을 깎아 만든 주택을 지어 살았기 때문에 지진으로 황토가 무너지면서 많은 사람들이 목숨을 잃었다. 20세기에서 사상자가 가장 많았던 지진은 1976년 7월 28일 발생한 규모 M7.6의 탕산 지진으로 24만명에서 65만 5천명이 사망하였다.
인류 역사상 지진계로 관측한 규모가 가장 큰 지진은 1960년 5월 22일 발생한 규모 M9.5의 칠레 발디비아 지진이다. 칠레 지진 당시 방출한 지진 에너지는 북아메리카에서 가장 큰 규모의 지진이었던 1964년 3월 27일 미국 알래스카주 프린스 윌리엄 해협에서 일어난 M9.2의 알래스카 지진 당시 방출한 지진 에너지보다 2배나 많았다.
한국의 지진 중 1978년 계기 관측 시작 이후 발생한 지진 중 규모가 가장 큰 지진은 2016년 9월 12일 발생한 규모 M5.8의 2016년 경주 지진이다. 한반도 전역을 포괄할 경우 1944년 12월 19일 한국-중국 국경 신의주 지역에서 발생한 규모 M6.6-6.8의 1944년 한국-중국 국경 지역 지진이 가장 큰 규모의 지진이다.

### 주요 지진대와 활단층

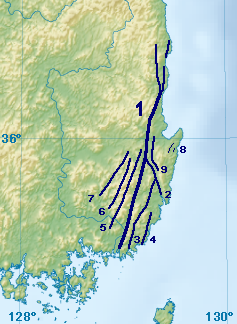
한반도 동쪽 경상도 해안 지방에 있는 양산 단층대의 지도. 양산 단층대:
1: 양산 단층
2: 울산 단층
3: 동래 단층
4: 일광 단층
5: 모량 단층
6: 밀양 단층
7: 자인 단층

방재상 지진을 일으킬 가능성이 높은 활성단층은 많은 주목을 받는다. 대한민국에서도 약 200만년 이내 지질 활동을 했던 단층을 조사하고 있으며, 현재까지 다수의 단층이 보고되어 있다. 미국에서도 캘리포니아주에서 UCERF3이라는 모델로 활단층 활동과 그 지진위험도를 분석하고 있다. 일본에서도 수백 개의 주요 활성단층의 위치와 지진 발생 간격, 예상 지진 규모 등을 조사, 발표하고 있다. 하지만 활단층이 없는 지역에 새로운 단층이 발생할 수도 있으며, 흔적이 침식 작용으로 거의 보이지 않아 찾을 수도 없는 경우가 있다. 이 때문에 활단층 조사를 중심으로 한 지진 방재에 대한 비판도 존재한다.
아래는 지구상에 존재하는 주요 지진대(활단층, 해구, 해분, 지구대 등)의 목록이다.
주요 활단층
- 양산 단층(대) - 한국의 단층. 2016년 경주 지진을 일으킨 것으로 추정되었음.[259]
- 이토이가와-시즈오카 구조선 - 일본의 단층.
- 주오 구조선 - 일본의 단층. 일부 세그먼트가 2016년 구마모토 지진을 일으킴.
- 샌앤드레이어스 단층 - 미국 캘리포니아주의 단층. 1906년 샌프란시스코 지진을 일으킴.
- 북아나톨리아 단층 - 튀르키예의 단층. 1999년 이즈미트 지진을 일으킴.
- 동아나톨리아 단층 - 튀르키예의 단층. 2023년 튀르키예-시리아 지진을 일으킴.

주요 해구, 해분, 섭입대
- 페루-칠레 해구 - 칠레의 해구. 1960년, 2010년 칠레 지진을 일으킴.
- 중앙아메리카 해구 - 중앙아메리카 태평양 연안의 해구. 1985년 멕시코시티 지진을 일으킴.
- 캐스케이디아 섭입대 - 미국 워싱턴주 해역의 해구. 1700년 캐스케이디아 지진을 일으킴.
- 알류샨 해구 - 미국 알래스카주의 해구. 1964년 알래스카 지진을 일으킴.
- 쿠릴-캄차카 해구 - 일본 홋카이도와 러시아 쿠릴 열도의 해구. 1952년 도카치 해역 지진을 일으킴.
- 일본 해구 - 일본 도호쿠 지방의 해구. 2011년 도호쿠 지방 태평양 해역 지진을 일으킴.
- 난카이 해곡 - 일본 남부 지방의 해구. 난카이 해곡 거대지진을 일으킴.
- 자바 해구 - 인도네시아의 해구. 2004년 인도양 지진해일을 일으킴.

## 지진 예측 및 예보

### 지진 예측
지진 예측이란 지진학의 한 분야로, 미래의 지진이 언제, 어디서, 어떤 규모로 발생할 지 특정 한계선을 가지고 예측하는 일을 목표로 한다. 미래에 지진이 일어날 위치와 시각을 예측하기 위해 수많은 방법이 고안되었다. 하지만 지진학자들의 수많은 노력에도 불구하고 아직까지 과학적으로 재현 가능한, 특정 달이나 특정 날에 일어날 지진을 예측하는 방법은 존재하지 않는다.

### 지진 예보

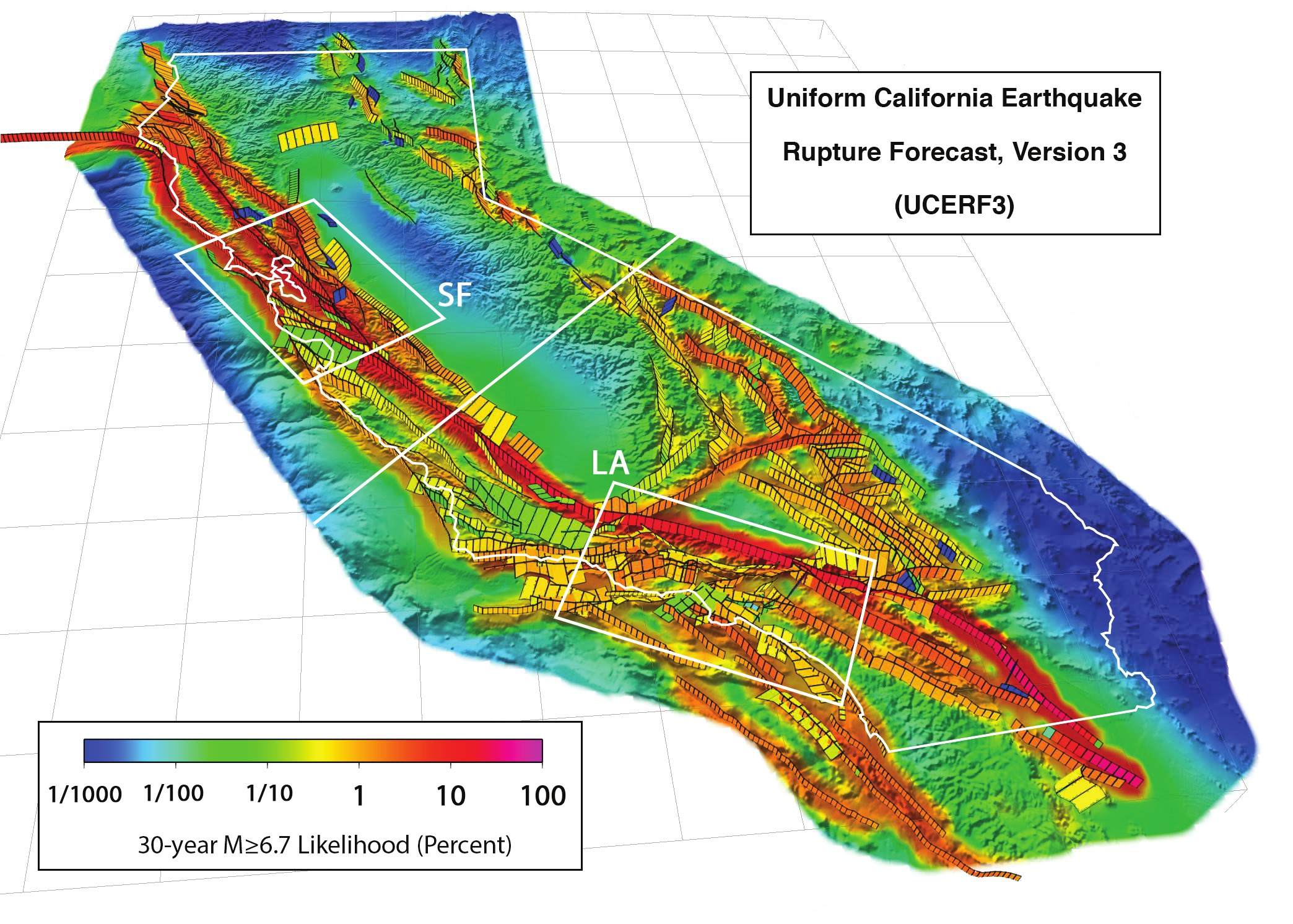
2014년 기준 캘리포니아주에서 향후 30년 동안 M ≥ 6.7의 지진이 발생할 가능성을 색깔로 나타낸 지진 예보 시스템 UCERF3의 모습. 가능성의 추정은 이전의 지진으로 인해 축적된 변형력을 고려하여 이루어진다. 캘리포니아주의 영역은 하얀 선으로 표시되어 있으며 SF는 샌프란시스코, LA는 로스앤젤레스를 뜻한다.

보통 예보(Forcasting)는 예측(Prediction)의 하위 분야로 간주하지만 지진학계 내에서는 지진 예보와 지진 예측을 서로 구분한다. 지진 예보란 수 년 혹은 수십 년에 걸쳐 특정 피해를 가져다 줄 지진의 주기와 그 규모를 추정하는 일을 포함해 전반적인 지진위험도의 확률적 분석을 수행하는 일이다. 이해가 잘 된 단층의 경우 향후 수십년 내에 세그먼트의 에스페리티가 파괴될 확률을 추정할 수 있다. 예를 들어, 일본 국토지리원에서는 단층의 규모에 따라 활단층을 A급 활단층에서 C급 활단층으로 구분하며, 일본 지진조사연구추진본부에서는 지진 발생 위험도에 따라 S급 위험도서부터 X급 위험도로 구분하여 각 단층에서 발생할 수 있는 지진의 규모와 발생 주기를 추정한다.
지진관측망이 발달하면서 지진의 발생 빈도를 통계학적으로 분석할 수 있게 된 결과, 지진의 발생 빈도와 그 규모의 관계는 구텐베르크-릭터 법칙을 따른다는 사실이 밝혀졌다. 따라서 통계 데이터로 나오는 소규모 지진의 발생빈도를 바탕으로 보다 큰 규모의 지진의 발생 확률을 계산할 수 있고, 행정 기관의 방재계획에서 이런 확률론적 지진 예보를 사용한다. 하지만 규모가 큰 지진일수록 발생 확률이 낮아지기 때문에 장기적인 발생 확률을 계산할 수밖에 없고 언제 발생할지를 예측할 순 없다. 또한 지진이 구텐베르크-릭터 법칙을 따른다는 말은 지진의 규모가 무작위적으로 결정된다는 의미이며 이는 정확한 지진 예측은 불가능하다는 의미이다.
발생한 지진을 즉시 감지해 진동이 느껴질 지역에 경보를 발령하고 대비할 수 있도록 준비하는 지진경보체계도 존재한다. 하지만 이는 지진이 발생한 직후 그 지진을 감지해 진앙과 약간 먼 지역에 진동이 도달하기 전에 경보를 발령해 지역 주민들이 대비하고 피해를 최소화하여 미리 준비할 수 있도록 하는 안전 관리 체계에 속한다.

## 지진 대비

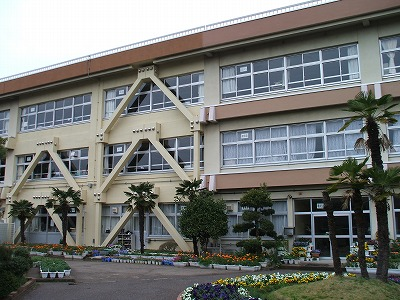
대각재를 덧대 내진 설계에 맞게 보강한 일본의 초등학교. 학교나 공공기관 같은 건물은 높은 수준의 내진성을 요구하는 국가가 많다.

건물과 기타 구조물에 대한 지진의 영향을 예측하고, 지진으로부터 안전한 구조물을 설계하여 지진의 피해를 최소화하는 학문으로 지진공학이 있다. 기존에 이미 건설된 구조물은 내진 보강을 통해 건물의 내진성을 높일 수 있다. 또한 지진보험으로 건물주는 지진으로 인한 손실 위험에 재정적 보호를 받을 수 있다. 정부나 기타 조직은 위험을 완화하고 지진 피해를 대비하기 위해 비상 관리 체계를 도입할 수 있다.
건물의 지진위험도를 계산하고 피해를 줄이기 위한 운영을 계획하는데 인공지능(AI)을 사용할 수 있다. 예를 들어 이고르 전문가 시스템의 경우 석조건물의 내진 평가와 내진성 보강을 위한 건물 리모델링 작업 계획 설계를 도와주는 이동식 실험실로 구축할 수 있다. 이 전문가 시스템은 리스본, 나폴리, 로도스 등 유럽권에서 건물의 내진 평가에 사용하고 있다.
기업에서는 지진의 위험관리나 사업 연속성 관리(BCM) 등을 통한 업무 연속성 대책이나 경제적 영향의 대책을 고려하여 지진 대비를 진행하고 있다. 보험업계나 주요 기업을 중심으로 지진 피해 위험도를 미리 산정하는 지진 PML이라는 업무관리기법을 도입하고 있다.
각 개인들도 온수기를 각자 구비하고 누군가를 다치게 할 수 있는 무거운 물건들을 고정시키며 공공 대피소를 미리 알아두고 흔들림이 시작되면 어떤 행동을 취해야 하는지 교육을 받는 등으로 지진에 대비할 수 있다. 특히 큰 수역(강 하구, 바닷가 등)에 거주하는 주민들은 지진 시 발생할 수 있는 쓰나미에도 대비해야 한다.

## 지구 이외 천체의 지진
지구 외의 다른 천체에도 지구의 지진에 해당하는 지각 변동과 흔들림 현상이 관측된다.
달에서 발생하는 지진은 '월진'(Lunarquake)라고 부르며 1969년부터 1977년까지 총 8년간 흔들림을 관측하였다.
2019년 미국 항공우주국(NASA)의 화성 지질 탐사 착륙선인 인사이트에서 화성에서 발생하는 지진인 이른바 화진(Marsquake) 현상을 관측하였다.

## 문화에서의 지진
현대 대중문화에서 지진은 1995년 고베나 1906년 샌프란시스코 같이 거대한 대지진으로 대도시가 아비규환이 되는 모습을 위주로 그려진다. 소설에서 같은 가상의 지진은 갑작스럽게 예고 없이 덮치는 경향이 많다. 이 때문에 지진을 다룬 문학은 주로 재난과 함께 시작하며 지진 직후 발생한 혼란과 상황에 대해 다루며 대표적인 고전 문학 작품으로 《한낮의 짧은 산책》(1972년), 《레그드 엣지》(1968년), 《애프터쇼크: 뉴욕의 지진》(1999년) 등이 있다.
현대 영화에서는 지진으로 직접적으로 고통받는 가족과 사랑하는 사람들에게 발생할 수 있는 실제 트라우마에 대한 인간의 심리적 반응을 조명하는 방식으로 보여준다. 재난 정신건강 대응 연구에서는 지진과 같은 대규모 자연재해로 인한 가족 및 주요 지역사회 구성원의 상실, 가정과 친숙한 환경의 상실, 생존을 유지하기 위해 필수적인 물자와 서비스의 상실 등 다양한 상황을 인식할 필요가 있다고 강조한다.
현대 영화에서 지진을 소재로 한 작품에는 1971년 샌페르난도 지진에서 영감을 받아 만들어진 《대지진》(1974년), 고마쓰 사쿄의 《일본 침몰》(1973년), 롤란트 에머리히의 《2012》(2009년) 등 다양한 작품이 있다.

## 같이 보기
- 한국의 지진
- 성진학 - 항성의 지진을 연구하는 학문
- 일진학 - 태양의 지진을 연구하는 학문
- 지진 목록
- 지진학
- 지진의 유형
- 지진계

## 참고 문헌
- Allen, Clarence R. (December 1976), “Responsibilities in earthquake prediction”, 《Bulletin of the Seismological Society of America》 66 (6): 2069–2074, Bibcode:1976BuSSA..66.2069A, doi:10.1785/BSSA0660062069.
- Bolt, Bruce A. (1993), 《Earthquakes and geological discovery》, Scientific American Library, ISBN 978-0-7167-5040-6.
- Bormann, P.; Wendt, S.; Di Giacomo, D. (2013), 〈Chapter 3: Seismic Sources and Source Parameters〉,   Bormann, 《New Manual of Seismological Observatory Practice 2 (NMSOP-2)》, doi:10.2312/GFZ.NMSOP-2_ch3, 2019년 8월 4일에 원본 문서 (PDF)에서 보존된 문서, 2022년 7월 6일에 확인함.
- Chung, D.H.; Bernreuter, D.L. (1980), 《Regional Relationships Among Earthquake Magnitude Scales.》, doi:10.2172/5073993, OSTI 5073993, NUREG/CR-1457.
- Deborah R. Coen. The Earthquake Observers: Disaster Science From Lisbon to Richter (University of Chicago Press; 2012) 348 pages; explores both scientific and popular coverage
- Lindberg, David C. (2007). 〈The Greeks and the Cosmos.〉. 《The Beginnings of Western Science》. Chicago: University of Chicago Press.
- Geller, Robert J.; Jackson, David D.; Kagan, Yan Y.; Mulargia, Francesco (1997년 3월 14일), “Earthquakes Cannot Be Predicted” (PDF), 《Science》 275 (5306): 1616, doi:10.1126/science.275.5306.1616, S2CID 123516228, 2019년 5월 12일에 원본 문서 (PDF)에서 보존된 문서, 2016년 12월 29일에 확인함.
- Donald Hyndman; David Hyndman (2009). 〈Chapter 3: Earthquakes and their causes〉. 《Natural Hazards and Disasters》 2판. Brooks/Cole: Cengage Learning. ISBN 978-0-495-31667-1.
- International Commission on Earthquake Forecasting for Civil Protection (2011년 5월 30일), “Operational Earthquake Forecasting: State of Knowledge and Guidelines for Utilization” (PDF), 《Annals of Geophysics》 54 (4): 315–391, doi:10.4401/ag-5350.
- Kanamori, Hiroo (2003), “Earthquake Prediction: An Overview”, 《International Handbook of Earthquake and Engineering Seismology》, International Geophysics 616: 1205–1216, doi:10.1016/s0074-6142(03)80186-9, ISBN 978-0-12-440658-2.
- Wood, H.O.; Gutenberg, B. (1935년 9월 6일), “Earthquake prediction”, 《Science》 82 (2123): 219–320, Bibcode:1935Sci....82..219W, doi:10.1126/science.82.2123.219, PMID 17818812.
- 宇津徳治 (2001), 《地震学》 第3版판, 共立出版, ISBN 978-4-320-04637-5.
- 이기화 (2016년 10월 30일).  박상준, 편집. 《모든 사람을 위한 지진 이야기》 1판. 서울: 사이언스북스. ISBN 978-89-8371-730-6.
- 地学団体研究会新版地学事典編集委員会 編『新版 地学事典』、平凡社、1999年 ISBN 4-582-11506-3
- 地震調査研究推進本部『日本の地震活動』第2版、2009年3月.

- 이 문서에는 다음커뮤니케이션(현 카카오)에서 GFDL 또는 CC-SA 라이선스로 배포한 글로벌 세계대백과사전의 내용을 기초로 작성된 글이 포함되어 있습니다.